# 11. August
Der 11. August ist der 223. Tag des gregorianischen Kalenders (der 224. in Schaltjahren), somit bleiben 142 Tage bis zum Jahresende.

## Ereignisse

### Politik und Weltgeschehen
- 0480 v. Chr.: In der Schlacht bei den Thermopylen zu Beginn der Perserkriege fügt die zehnfach überlegene persische Armee unter Xerxes I. den Spartanern unter König Leonidas I. eine vernichtende Niederlage zu, begründet jedoch einen spartanischen Heldenmythos. Zugleich findet vor dem Kap Artemision eine Seeschlacht zwischen der persischen und der griechischen Flotte statt, die ohne Entscheidung endet.

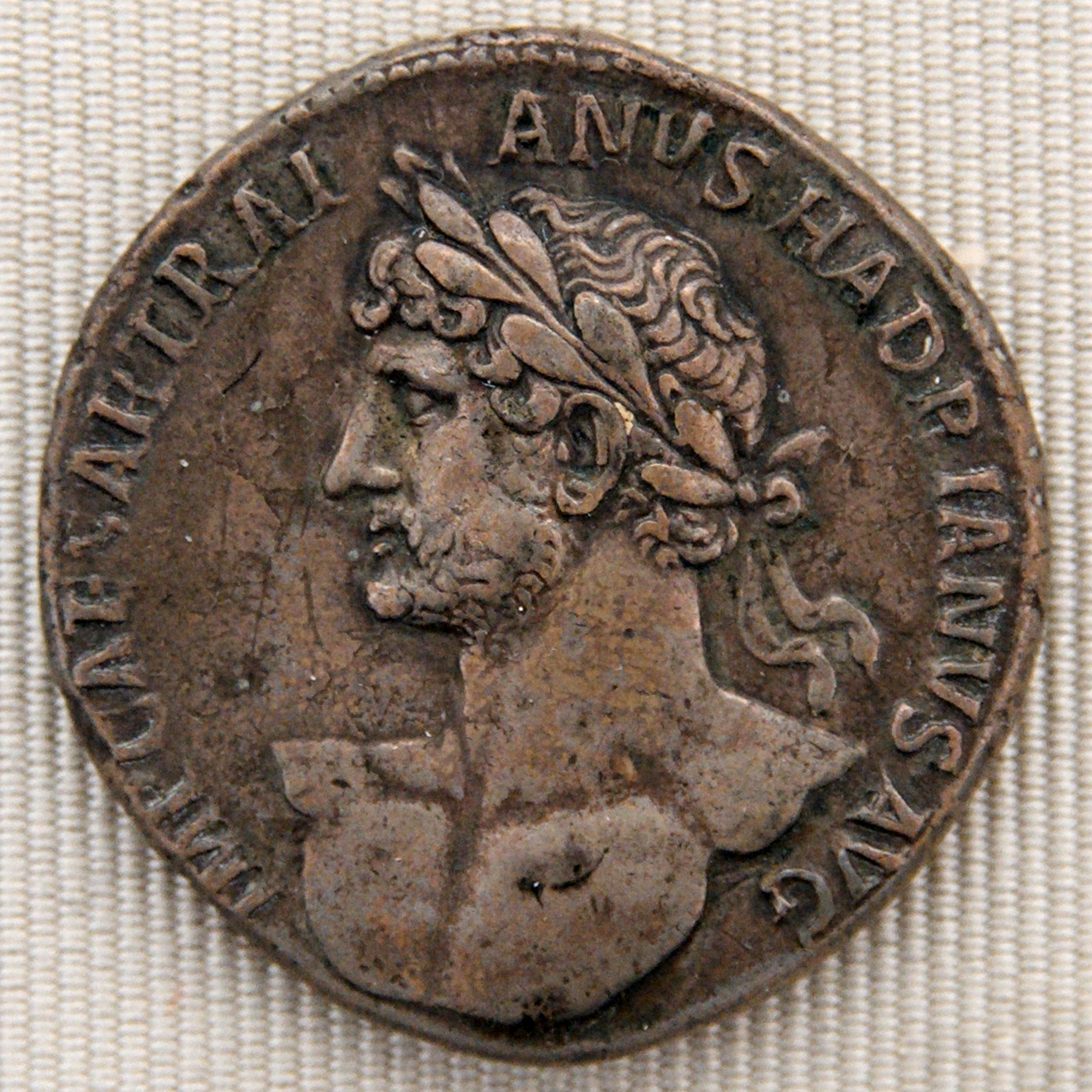
117: Kaiser Hadrian

- 0117: Hadrian folgt Trajan als römischer Kaiser, nachdem dieser ihn auf dem Sterbebett adoptiert hat.
- 0355: Der des Hochverrats verdächtigte Heerführer Silvanus lässt sich in Colonia Claudia Ara Agrippinensium, dem heutigen Köln, zum Gegenkaiser von Constantius II. ausrufen.
- 0490: In einer Schlacht an der Adda siegen die Ostgoten unter Theoderich dem Großen gegen das Heer Odoakers, der sich daraufhin nach Ravenna zurückzieht und mit seinen Truppen dort einigelt.
- 1473: Die Schlacht von Otlukbeli zwischen der ostanatolischen Stammeskonföderation der Aq Qoyunlu und dem Osmanischen Reich bringt dem osmanischen Sultan Mehmed II. einen wichtigen Erfolg ein.
- 1480: Bei ihrem Feldzug in Süditalien erobern die Osmanen nach rund zweiwöchiger Belagerung die Stadt Otranto. Den so entstandenen Brückenkopf können sie bis September 1481 halten.
- 1675: Eine Armee Ludwigs XIV. wird in der Schlacht an der Konzer Brücke von einem Reichsheer geschlagen.
- 1678: Frankreich und die Republik der Sieben Vereinigten Provinzen schließen den Frieden von Nimwegen, mit dem der Französisch-Niederländische Krieg beendet wird.
- 1712: Im Frieden von Aarau gewinnen nach dem Toggenburgerkrieg die protestantischen Kantone, namentlich Zürich und Bern, anstelle der katholischen Orte das Übergewicht in der Gemeinen Herrschaft.

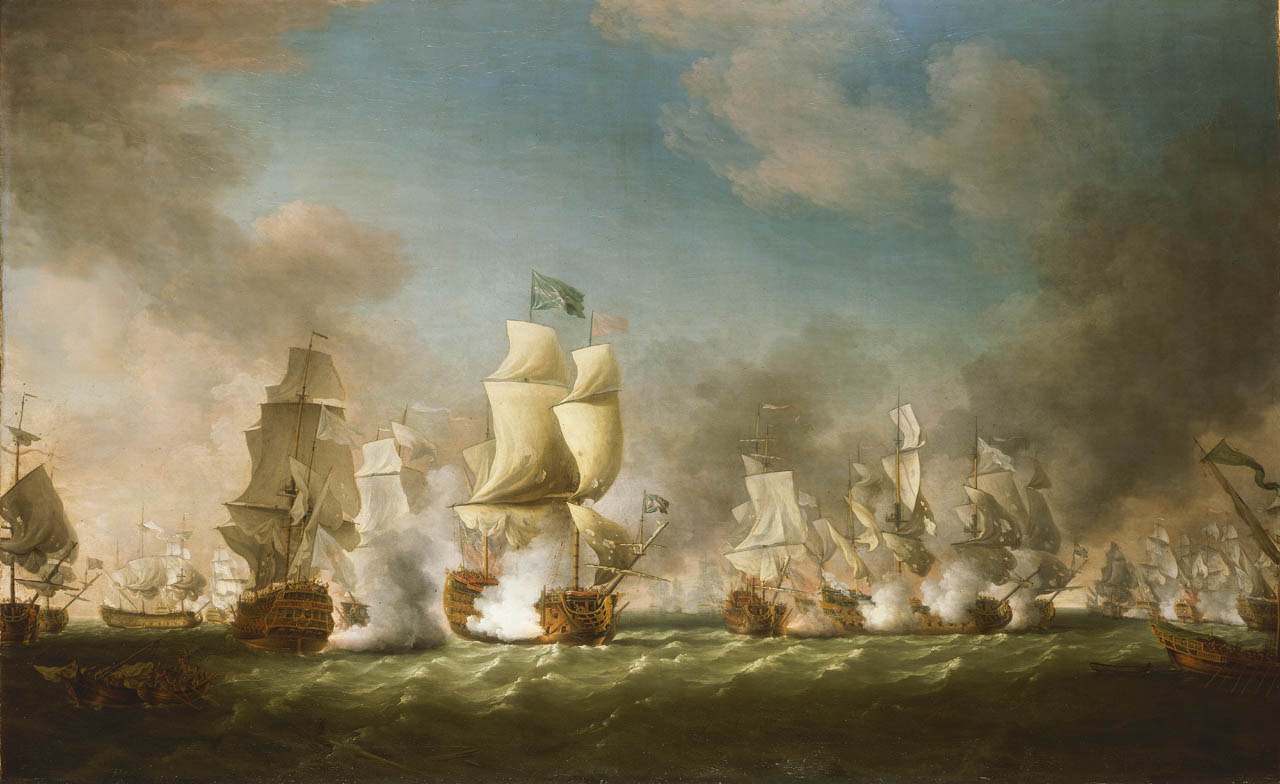
1718: Seeschlacht vor Kap Passero

- 1718: In der Seeschlacht vor Kap Passero greift eine britische Flotte ohne vorherige Kriegserklärung eine spanische an und reibt sie auf. Erst Monate später greift Großbritannien auch formal in den Krieg der Quadrupelallianz ein.
- 1804: Der Kaiser des Heiligen Römischen Reichs Franz II. begründet das Kaisertum Österreich, das er als Franz I. regiert. In seiner Kaiserproklamation legt er die offizielle Aufzählung der Kronen, Titel und Würden der österreichischen Herrscher fest.
- 1863: Kambodscha wird französisches Protektorat.

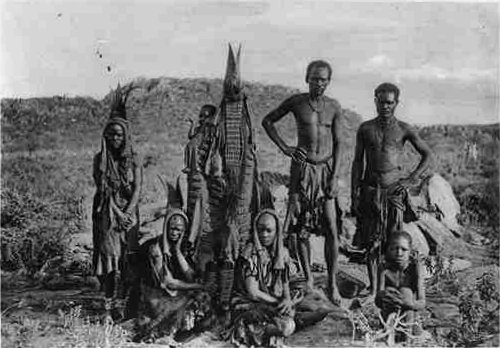
1904: Herero

- 1904: In der Schlacht am Waterberg in Deutsch-Südwestafrika werden eine unbekannte Anzahl  aufständische Herero und Nama getötet; dies ist aus Sicht der Herero der Anfang der Zerschlagung ihrer Gesellschaft.
- 1914: Frankreich erklärt Österreich-Ungarn den Krieg.
- 1918: Die Schlacht bei Amiens wird im Ersten Weltkrieg von den Alliierten erfolgreich abgeschlossen. Die deutschen Linien sind durch die gegnerische Offensive im ganzen Frontabschnitt zurückgeworfen.

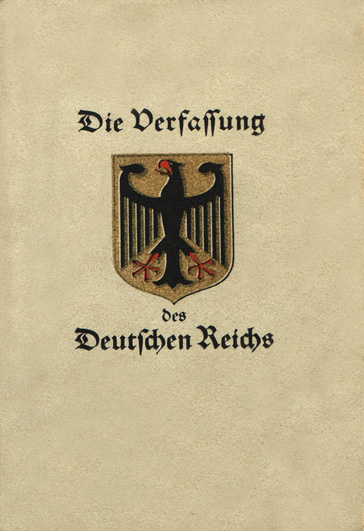
1919: Weimarer Verfassung

- 1919: Reichspräsident Friedrich Ebert unterzeichnet die Verfassung der Weimarer Republik. Gleichzeitig wird auch die schwarz-weiß-rote Flagge durch die Farben Schwarz-Rot-Gold ersetzt.
- 1920: Im Frieden von Riga erkennt Sowjetrussland Lettland in den bestehenden Grenzen „für alle Zeiten“ an.
- 1922: Reichspräsident Friedrich Ebert bestimmt das Lied der Deutschen zur Nationalhymne des Deutschen Reiches.
- 1934: Die ersten Gefangenen werden auf die Gefängnisinsel Alcatraz in der Bucht von San Francisco gebracht.
- 1938: Nachdem sowjetische Truppen die japanischen Linien durchbrochen haben, wird die Schlacht am Chassansee mit einem Waffenstillstand beendet.
- 1941: In Japan wird die Generalmobilmachung angeordnet. Die Entwicklung zu einem Krieg beginnt, als Erfolge in Verhandlungen mit den USA über das japanische Vorgehen in Indochina und im pazifischen Raum ausbleiben.
- 1942: In der Kesselschlacht bei Kalatsch im Großen Don-Bogen nehmen deutsche Truppen 57.000 Rotarmisten der 1. Sowjetischen Panzerarmee und der 62. Sowjetarmee gefangen.
- 1952: Prinz Hussein löst seinen Vater Talal als König von Jordanien ab.
- 1960: Der Tschad erklärt seine Unabhängigkeit von Frankreich. Erster Präsident wird François Tombalbaye.
- 1965: In Watts, einem Stadtteil von Los Angeles, beginnen Unruhen, die sechs Tage dauern und 34 Menschen das Leben kosten.
- 1975: Die UDT versucht in der Kolonie Portugiesisch-Timor mit Gewalt die Macht zu ergreifen. Es kommt zum Bürgerkrieg, in dem die UDT der FRETILIN unterliegt.
- 1979: In Nigeria finden die ersten Wahlen nach 14 Jahren von Bürgerkrieg und Militärdiktaturen statt. Es gewinnt Shehu Shagari.

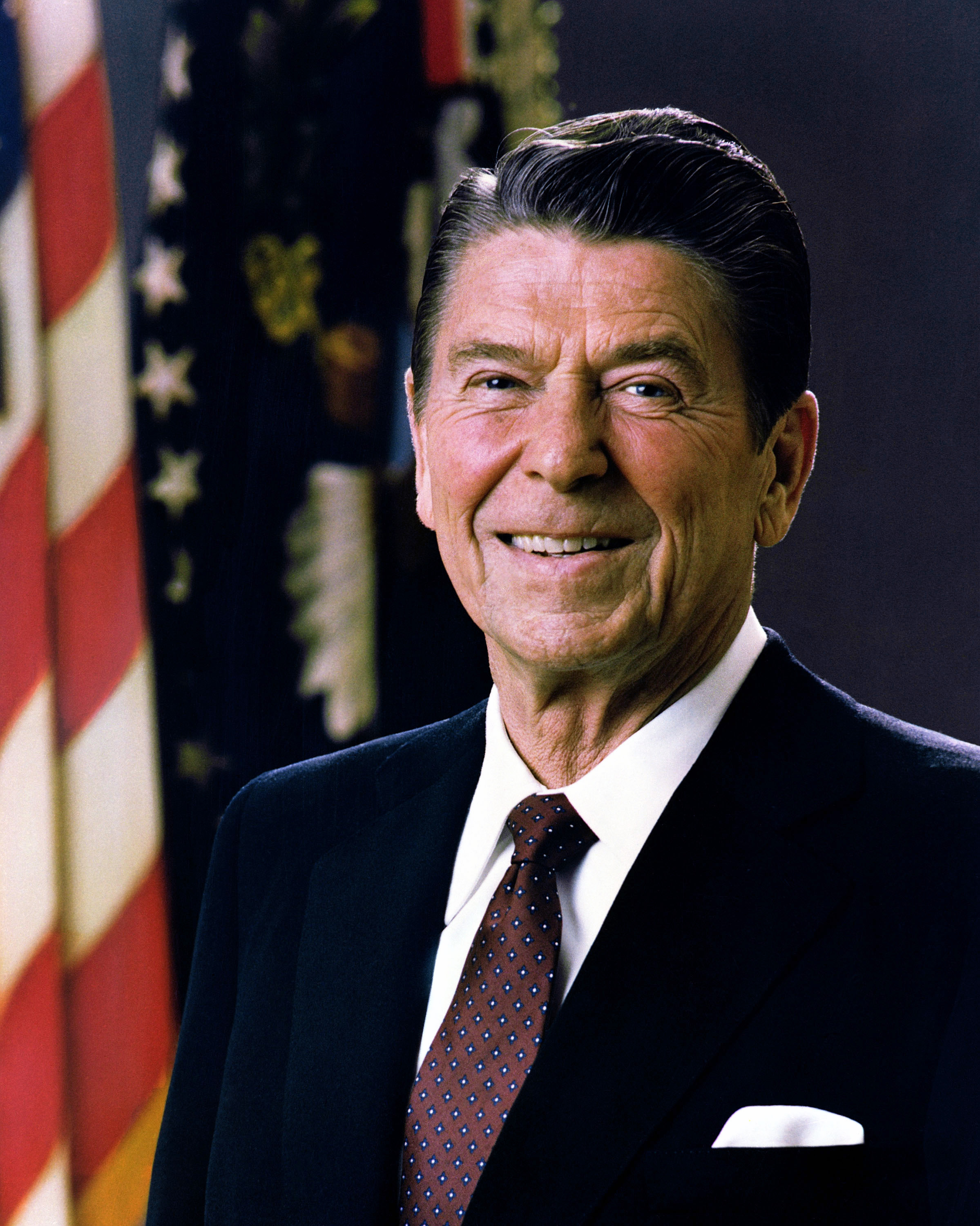
1984: Ronald Reagan

- 1984: US-Präsident Ronald Reagan witzelt bei einer Mikrofonprobe. Er habe die in fünf Minuten beginnende Bombardierung der Sowjetunion angewiesen. Der Scherz sorgt international für Irritationen.
- 1986: Die USA setzen ihre Verpflichtungen aus dem ANZUS-Pakt gegenüber Neuseeland aus, nachdem die Regierung unter David Lange ein Anlaufverbot für Schiffe mit Nuklearwaffen oder -antrieb verfügt hatte.
- 1987: Alan Greenspan wird Vorsitzender der US-Notenbank.
- 1988: Die Polizei beginnt in Wien mit der Räumung der von Autonomen besetzten Häuserblocks Spalowskygasse-Aegidigasse in Mariahilf. Die Räumung der Abbruchhäuser zieht sich über zwei Tage hin und ist die größte derartige Aktion, die jemals in Österreich stattfand.
- 1988: In Peschawar wird die al-Qaida gegründet.
- 1989: Der DDR-Schriftsteller Stefan Heym äußert sich im ARD-Fernsehen besorgt zur Fluchtwelle, die „drohe, die ganze DDR zu vernichten“.
- 1990: Die FDP und die drei liberalen Parteien der DDR fusionieren zur ersten gesamtdeutschen Partei.

2003: Charles Taylor

- 2003: Liberias Präsident Charles Taylor geht ins Exil nach Nigeria.
- 2003: NATO übernimmt Kontrolle über afghanische Militäreinheiten.
- 2006: Der UN-Sicherheitsrat beschließt die Resolution 1701, mit der die Einstellung der Kampfhandlungen im Libanonkrieg gefordert wird.

### Wirtschaft
- 1899: Kaiser Wilhelm II. eröffnet den Dortmund-Ems-Kanal. Das östliche Ruhrgebiet hat damit einen Schiffsweg zur Nordsee.
- 1920: Mit Berlin–Malmö nimmt Deutschlands erste Auslandsverbindung mittels Flugpost ihren Betrieb auf.
- 1998: Die American Oil Company (Amoco) gibt ihre Fusion mit British Petroleum (BP) bekannt.

### Wissenschaft und Technik
- 3114 v. Chr.: Nach der Thompson-Korrelation von J. Eric S. Thompson beginnt die Lange Zählung des Maya-Kalenders mit dem Datum 0.0.0.0.0.
- 1806: König Friedrich Wilhelm III. verfügt die Gründung der ersten preußischen Blindenschule.

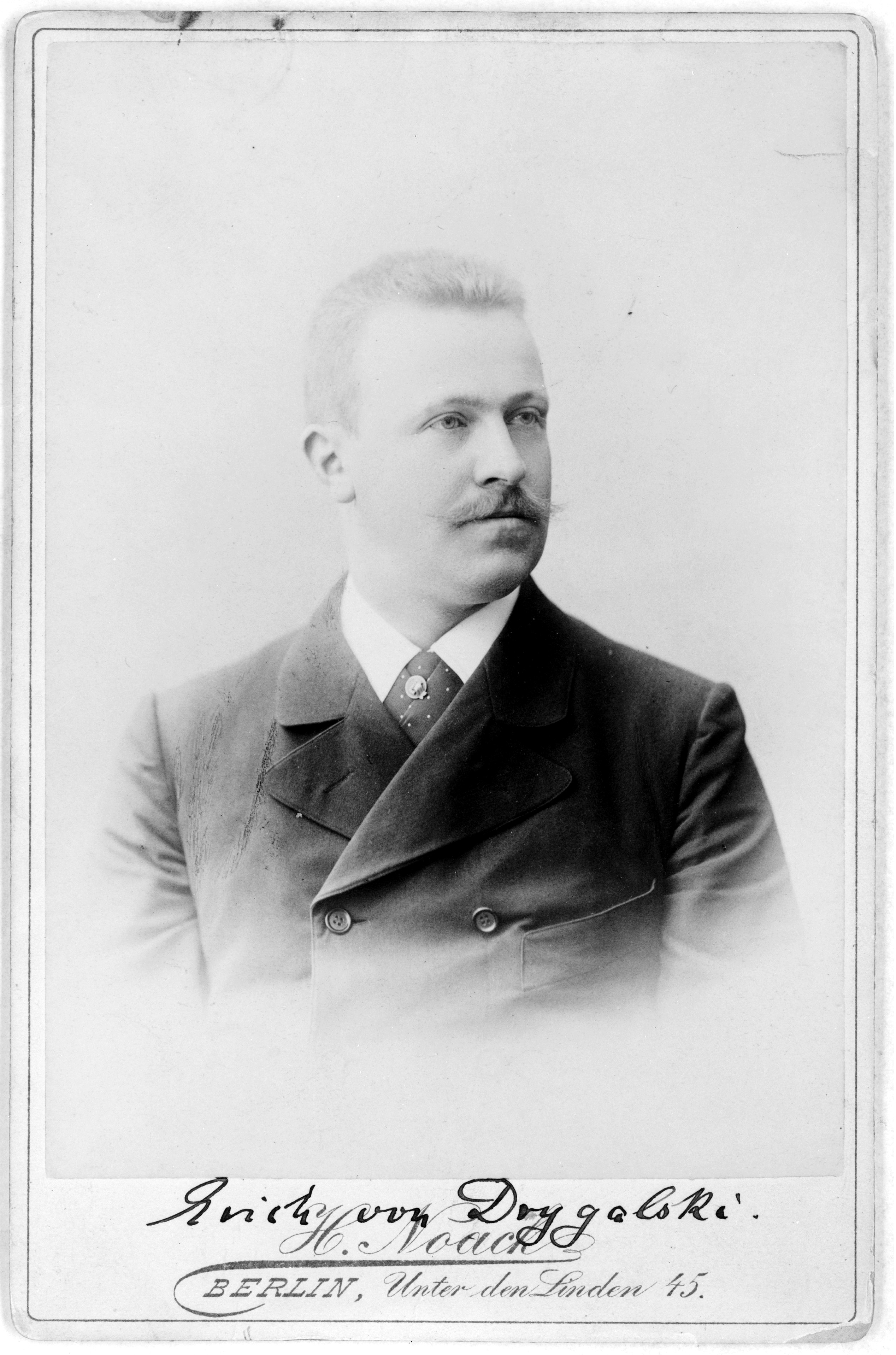
1901: Erich von Drygalski

- 1901: Die erste deutsche Südpolarexpedition unter der Leitung von Erich von Drygalski sticht an Bord der Gauß von Kiel aus in See.
- 1945: Der US-amerikanische Präsident Harry S. Truman gibt den Smyth-Report zur Veröffentlichung frei, die Geschichte der Entwicklung der amerikanischen Kernwaffen (Manhattan-Projekt).
- 1986: Ein Westland Lynx AH MK. 1 erreicht 400,87 km/h und stellt damit den bis 2013 gültigen Geschwindigkeitsrekord für Hubschrauber auf.

### Kultur
- 1890: In Antwerpen wird das Königliche Museum der Schönen Künste eröffnet, das Kunstwerke vorwiegend des 16. und 17. Jahrhunderts beherbergt.
- 1939: Im Pariser Studio der Vogue nimmt Horst P. Horst das Foto Mainbocher-Korsett auf, das sich zu einem der bedeutendsten Werke der Modefotografie des 20. Jahrhunderts entwickeln wird.
- 1957: Die Uraufführung der Oper Die Harmonie der Welt von Paul Hindemith findet am Prinzregententheater in München statt.

### Religion
- 1264: Papst Urban IV. ordnet das Fronleichnamsfest als Fest für die gesamte Kirche an.
- 1480: Hermann von Hessen wird Erzbischof von Köln.
- 1492: Der Erzbischof von Valencia und vatikanische Kanzler Rodrigo Lanzol de Borgia wird im Vatikan nach fünftägigem Konklave zum Papst gewählt und als Alexander VI. Nachfolger von Innozenz VIII.

### Katastrophen

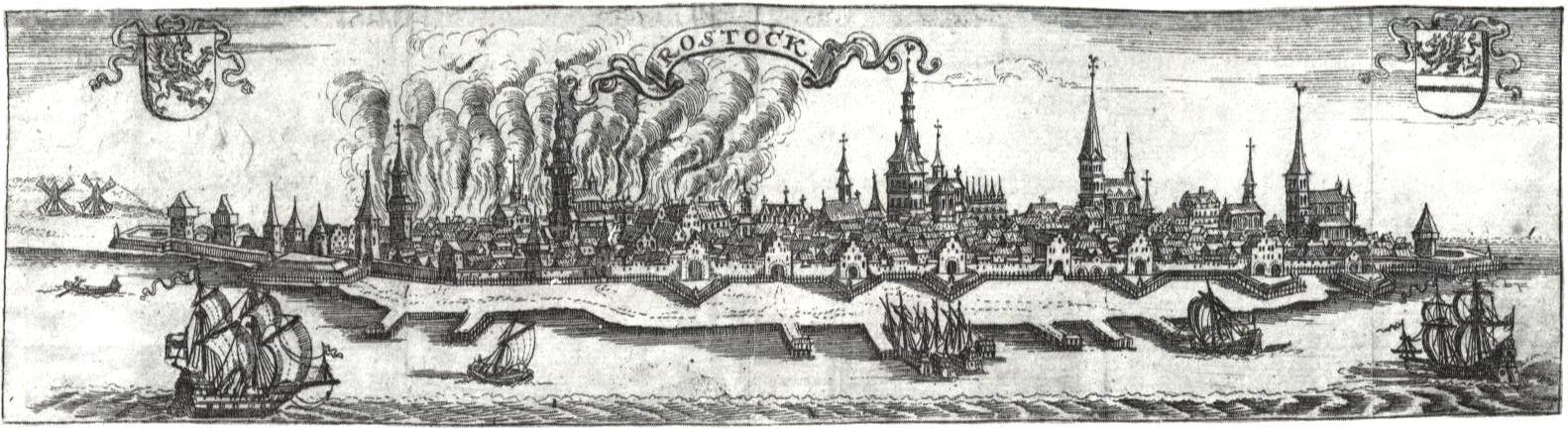
1677: Stadtbrand von Rostock

- 1677: Der Rostocker Stadtbrand zerstört rund ein Drittel der mittelalterlichen Bausubstanz. Das Feuer kann erst am nächsten Tag gelöscht werden und verstärkt den wirtschaftlichen Niedergang der Hansestadt.
- 1979: Im indischen Bundesstaat Gujarat ereignet sich bei der Stadt Morvi ein Bruch der Machhu-II-Talsperre nach schweren Regenfällen. Die ausströmenden Wassermassen der Stauanlage kosten zwischen 2000 und 2500 Menschen das Leben. Unwetter und Stürme in jener Zeit verursachen in dieser Region etwa 30.000 Tote insgesamt.
- 2006: Der philippinische Öltanker Solar 1 gerät in schwerer See in Seenot und geht vor der Insel Guimaras unter. Seine auslaufende Ladung von 2100 Tonnen Schweröl verursacht auf einer Länge von 125 Kilometern eine Ölpest an den Ufern der Insel.

Kleinere Unglücksfälle sind in den Unterartikeln von Katastrophe und in der Liste von Katastrophen aufgeführt.

### Natur und Umwelt
- 1983: In Peru wird der Nationalpark Río Abiseo errichtet. Er dient dem Schutz der Nebelwälder und der einzigartigen Tier- und Pflanzenwelt des Gebietes.

1999: Sonnenfinsternis

- 1999: In Mitteleuropa ist eine totale Sonnenfinsternis zu beobachten.

### Sport
- 1711: In Ascot (Berkshire) wird auf Initiative von Königin Anne das erste Pferderennen veranstaltet.
- 1858: Der Eigergipfel wird von den Grindelwalder Bergführern Christian Almer und Peter Bohren zusammen mit ihrem irischen Gast Charles Barrington zum ersten Mal bestiegen.
- 1878: Die Erstbesteigung des Pic Schrader in den Zentralpyrenäen gelingt Franz Schrader und Henri Passet.
- 1919: In der Kleinstadt Green Bay werden die Green Bay Packers, ein American-Football-Team der National Football League (NFL), gegründet.
- 1934: In London werden die vierten Frauen-Weltspiele eröffnet. Es ist auf Druck des Internationalen Olympischen Komitees (IOC) die letzte Veranstaltung dieser Art.
- 1984: Reiner Klimke gewinnt bei den Olympischen Spielen in Los Angeles die Einzelkonkurrenz der Dressurreiter auf seinem Pferd Ahlerich. Mit insgesamt fünf Gold- und drei Bronzemedaillen ist er der erfolgreichste deutsche Reiter aller Zeiten.
- 1985: Mit einem 2:0-Finalsieg über die DFB-Auswahl gewinnt Nigeria die erste U-16-Fußball-Weltmeisterschaft.
- 1986: Ove Joensen („Ruder-Ove“) kommt mit dem Färöboot Diana Victoria in Kopenhagen an, wo er von Tausenden Menschen begeistert empfangen wird, nachdem er die 900 Seemeilen von den Färöern alleine gerudert ist.

Einträge von Leichtathletik-Weltrekorden befinden sich unter der jeweiligen Disziplin unter Leichtathletik.

## Geboren

### Vor dem 18. Jahrhundert
- 1144: Sinjong, König des koreanischen Goryeo-Reiches
- 1467: Mary of York, englische Prinzessin

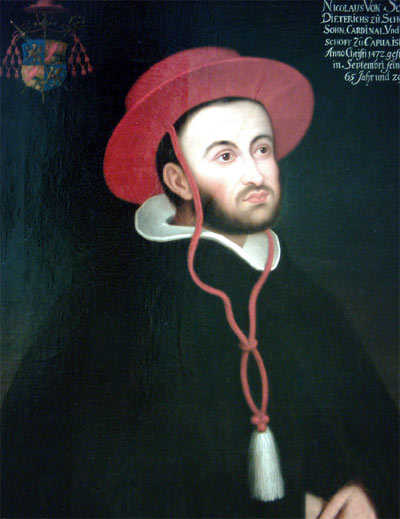
Nikolaus von Schonberg (* 1472)

- 1472: Nikolaus von Schönberg, deutscher Geistlicher, Erzbischof von Capua, Kardinal
- 1507: Jerónimo Nadal, spanischer Jesuit
- 1530: Ranuccio Farnese, italienischer Kardinal und Mäzen
- 1560: Theodosius Fabricius, deutscher lutherischer Theologe
- 1582: Sabina Catharina, Gräfin von Rietberg
- 1584: Philipp Ernst zu Hohenlohe-Neuenstein, Graf zu Hohenlohe-Langenburg
- 1599: Christian II., Fürst von Anhalt-Bernburg und Tagebuchschreiber
- 1600: Matthaeus von Wesenbeck, brandenburgischer Staatsmann
- 1605: Ascanius Pflaume, Bürgermeister von Aschersleben
- 1613: Christoph Kaldenbach, deutscher Dichterhumanist
- 1627: Theodor Timmermann, Apotheker, Bürgermeister von Mannheim und der Pfälzer Kolonie in Magdeburg

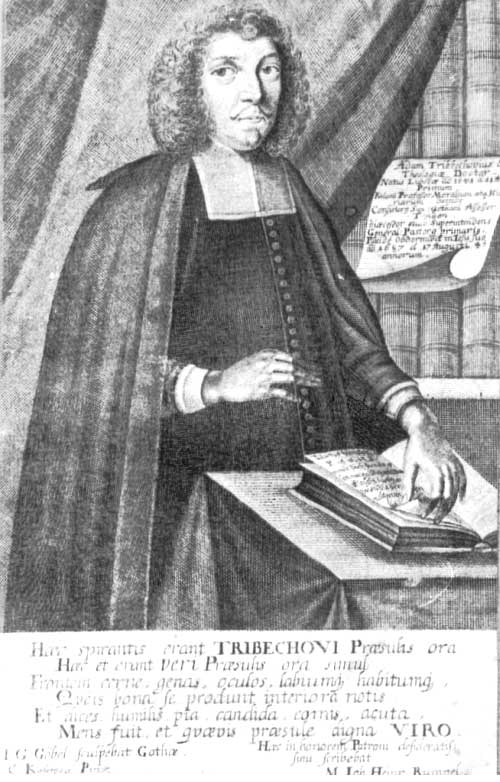
Adam Trebbechov (* 1641)

- 1641: Adam Tribbechov, deutscher evangelischer Theologe, Historiker und Ethnologe
- 1660: Henrietta Wentworth, 6. Baroness Wentworth, englische Adlige und die Mätresse von James Scott, 1. Duke of Monmouth
- 1661: Takarai Kikaku, japanischer Dichter

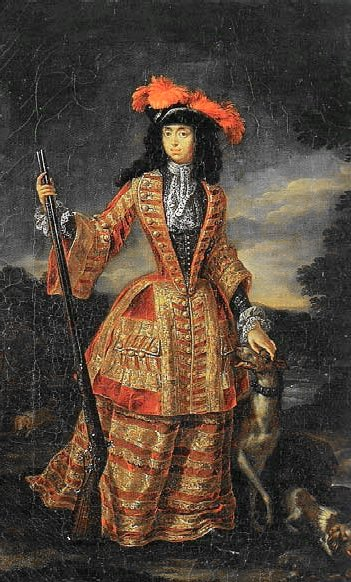
Anna Maria Luisa de’ Medici (* 1667)

- 1667: Anna Maria Luisa de’ Medici, Ehefrau von Johann Wilhelm, Kurfürst von der Pfalz
- 1667: Emilie Agnes Reuß zu Schleiz, Herzogin von Sachsen-Weißenfels-Dahme
- 1669: Johann Zacharias Grundig,  deutscher Sänger und Kreuzkantor in Dresden
- 1671: Asaf Jah I., indischer Adliger
- 1678: Benedikt Wilhelm von Ahlefeldt, Herr auf Gut Kaden, Major und Landrat
- 1694: Giorgio Baffo, italienischer Jurist und Dichter
- 1695: Michelangelo Unterberger, Südtiroler Maler
- 1696: Giuseppe Pozzobonelli, italienischer Geistlicher, Erzbischof von Mailand, Kardinal
- 1698: Christian Heinrich von Watzdorf, sächsischer Hofbeamter und Mäzen

### 18. Jahrhundert
- 1706: Maria Augusta von Thurn und Taxis, als Ehefrau Karl Alexanders Herzogin von Württemberg
- 1713: Christlieb Ehregott Gellert, deutscher Metallurg und Mineraloge
- 1718: Jobst Anton von Hinüber, deutscher Jurist, Postmeister und Klosteramtspächter

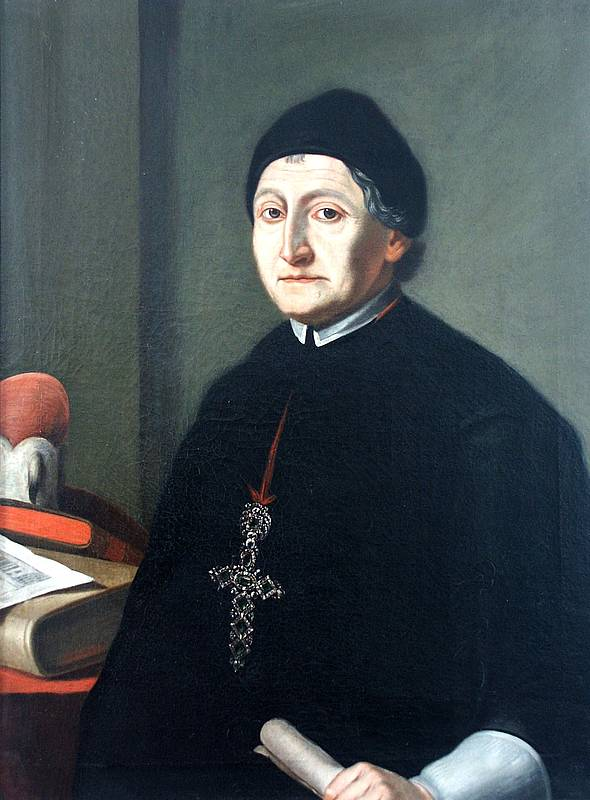
Martin Gerbert (* 1720)

- 1720: Martin Gerbert, deutscher Geistlicher und Musikhistoriker, Fürstabt von St. Blasien
- 1720: Johann Michael Strickner, Tiroler Maler
- 1730: Charlotte Amalie von Hessen-Philippsthal, Herzogin von Sachsen-Meiningen
- 1732: Georg Christoph Schwarz, deutscher Geistlicher und Hochschullehrer
- 1736: Thomas Heinrich Gadebusch, deutscher Staatsrechtler und Historiker in schwedischen Diensten
- 1737: Augusta von Hannover, Herzogin von Braunschweig
- 1740: Eleazer McComb, US-amerikanischer Politiker, Mitglied des Kontinentalkongresses
- 1743: David Roentgen, deutscher Kunsttischler und Kabinettmacher
- 1744: Tomás Antônio Gonzaga, brasilianischer Lyriker portugiesischer Abstammung
- 1747: Friedrich Ludwig von Schack, preußischer Generalmajor
- 1748: Friedrich Henneberg, braunschweigischer Staatsmann, Präfekt des Départements Oker
- 1748: Joseph Schuster, deutscher Opernkomponist
- 1756: Jonathan Robinson, US-amerikanischer Jurist und Politiker, Senator
- 1763: Teresa Bandettini, italienische Dichterin

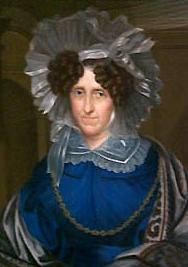
Louise Eleonore zu Hohenlohe-Langenburg (* 1763)

- 1763: Louise Eleonore zu Hohenlohe-Langenburg, Herzogin von Sachsen-Meiningen
- 1768: Johann Baptist Andres, deutscher Historiker, Theologe, Philosoph und Kirchenrechtler
- 1770: Joseph Mendelssohn, deutscher Bankier
- 1772: Joseph Eduard d’Alton, deutscher Anatom, Archäologe und Kupferstecher
- 1772: Archibald Austin, US-amerikanischer Politiker, Mitglied des Repräsentantenhauses
- 1772: Pjotr Kirillowitsch Essen, russischer General und Staatsmann
- 1772: Rowland Hill, 1. Viscount Hill, britischer General
- 1777: Giuseppe Bossi, italienischer Maler und Autor
- 1778: Friedrich Ludwig Jahn, deutscher „Turnvater“, Pädagoge und Publizist
- 1787: Johann Gottlieb Nörrenberg, deutscher Physiker
- 1793: Samuel Birmann, Schweizer Landschaftsmalern der Romantik
- 1793: Hans Christian Petersen, norwegischer Jurist, Beamter und Politiker, Regierungschef
- 1799: Joachim Barrande, französischer Geologe, Paläontologe und Ingenieur

### 19. Jahrhundert

#### 1801–1850

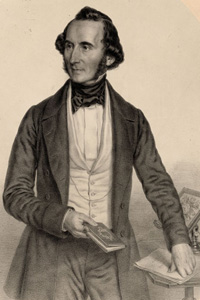
Eduard Devrient (* 1801)

- 1801: Eduard Devrient, deutscher Schauspieler und Theaterleiter
- 1801: Auguste Emma d’Este, Enkelin des britischen Königs Georg III.
- 1801: Heinrich Adolf von Zastrow, preußischer General

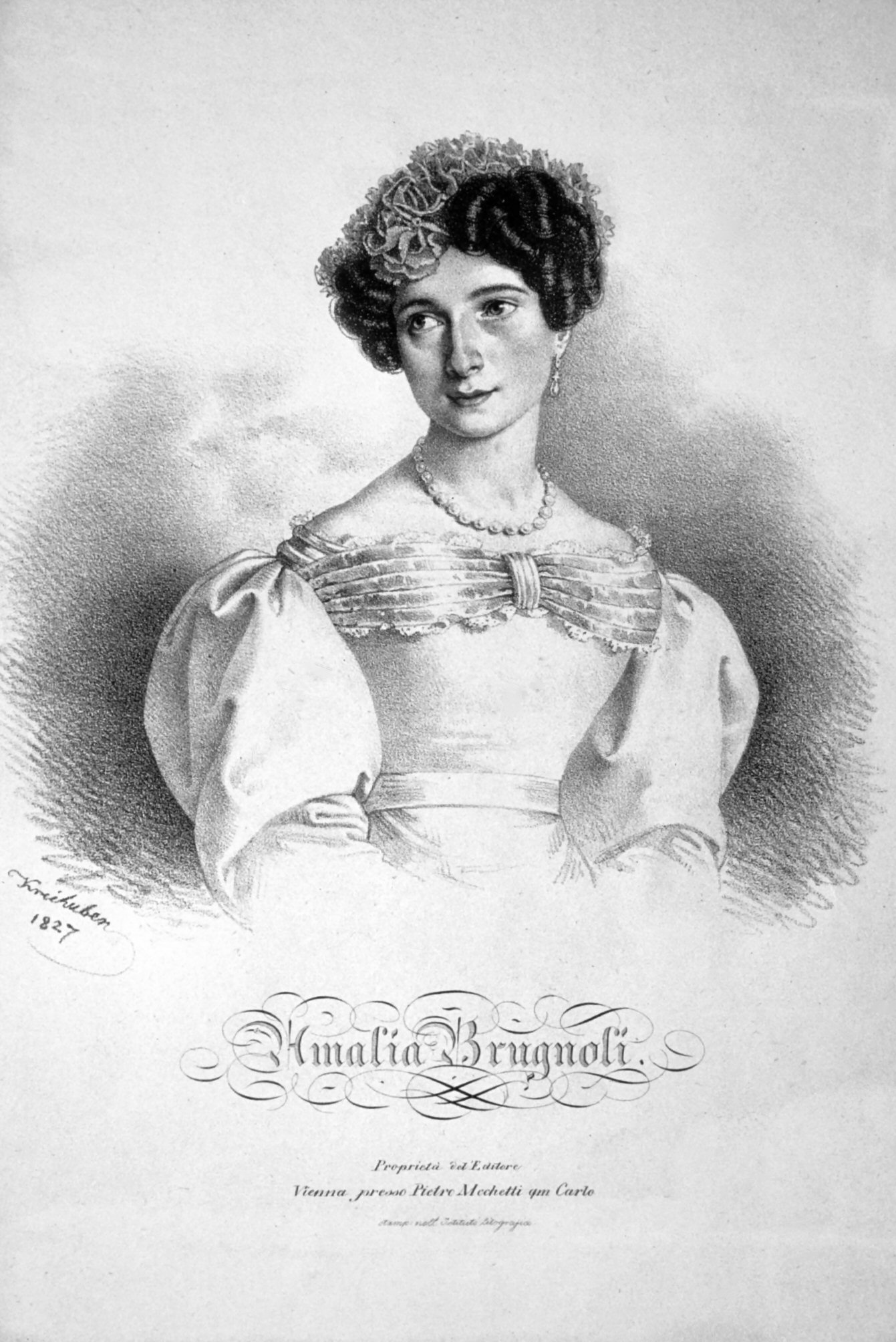
Amalia Brugnoli (* 1802)

- 1802: Amalia Brugnoli, italienische Tänzerin
- 1802: Heinrich Robert Stöckhardt, Jurist und Professor
- 1806: Willem Hendrik de Vriese, niederländischer Mediziner und Botaniker
- 1807: Hermann von Abendroth, sächsischer Politiker
- 1807: David Rice Atchison, US-amerikanischer Politiker
- 1809: Leopold Ladenburg, deutscher Jurist und Nationalökonom
- 1809: Nikolai Nikolajewitsch Murawjow-Amurski, russischer Staatsmann und Diplomat
- 1810: Alfred von Henikstein, österreichischer Feldmarschallleutnant

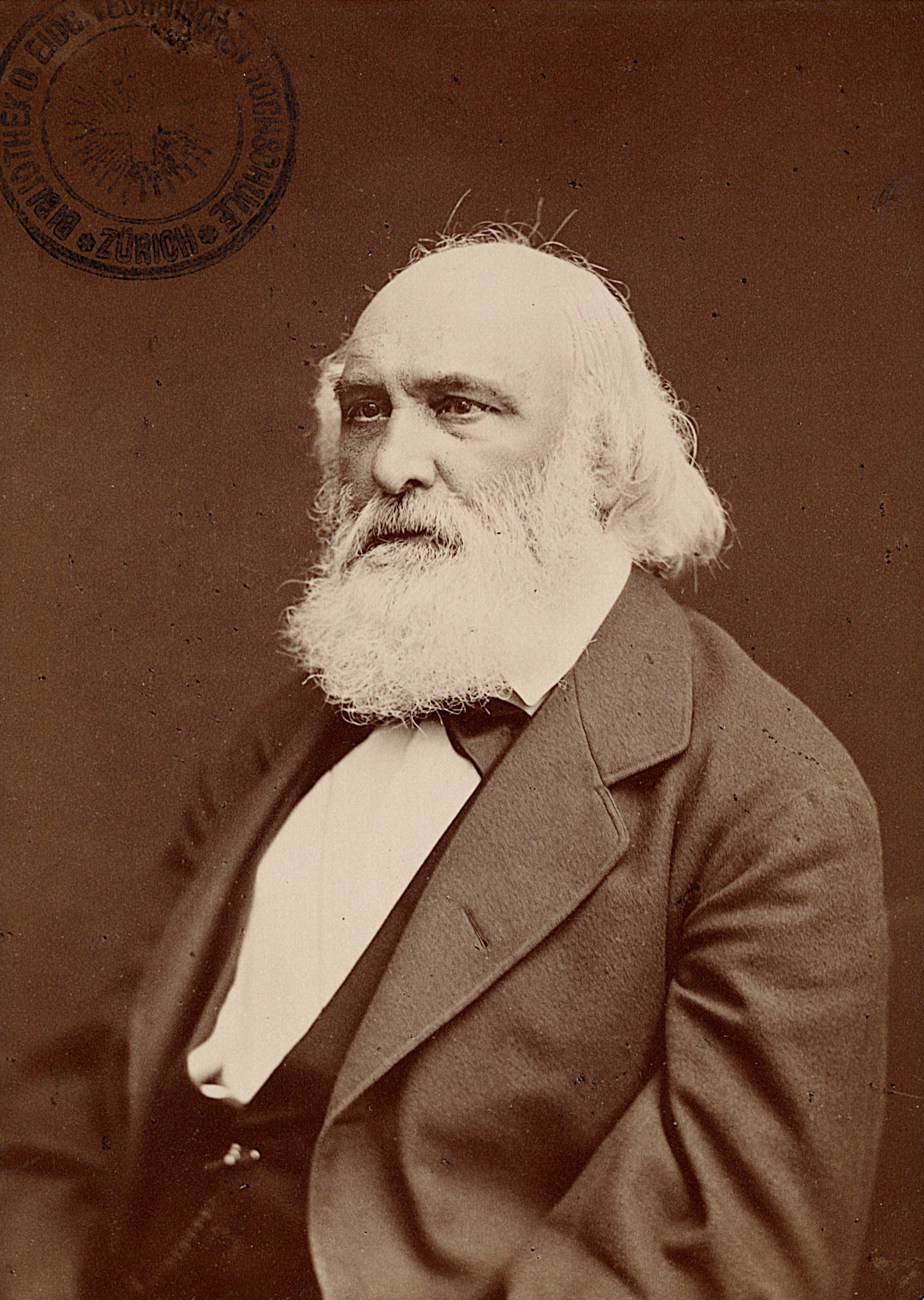
Gottfried Kinkel (* 1815)

- 1815: Gottfried Kinkel, deutscher Theologe, Schriftsteller und Politiker
- 1816: Albert Cambriels, französischer General
- 1819: Hans von Borries, preußischer Oberst und Prähistoriker
- 1823: Charlotte Mary Yonge, britische Schriftstellerin im Viktorianischen Zeitalter
- 1824: Martin Gropius, deutscher Architekt, Großonkel des Architekten und Bauhausgründer Walter Gropius
- 1825: István Türr, ungarischer Patriot
- 1826: Andrew Jackson Davis, US-amerikanischer Spiritist
- 1827: Ellsworth C. Phelps, US-amerikanischer Komponist und Organist
- 1829: Henny Sattler, deutsche Sozialarbeiterin und Frauenrechtlerin
- 1833: Robert G. Ingersoll, US-amerikanischer Redner und Religionskritiker
- 1836: Cato Maximilian Guldberg, norwegischer Mathematiker und Chemiker
- 1837: Marie François Sadi Carnot, französischer Politiker, Staatspräsident
- 1843: Ernst Becker, deutscher Astronom
- 1843: Louis Gathmann, deutsch-US-amerikanischer Ingenieur und Erfinder
- 1844: Stevan D. Popović, serbischer Kultusminister und Pädagoge
- 1846: Oscar Wilhelm Stübel, deutscher Diplomat
- 1847: Eduard Bally, Schweizer Unternehmer und Politiker
- 1848: Hermann Knackfuß, deutscher Maler

#### 1851–1875
- 1851: Fernando de Arteaga y Pereira, spanischer Dichter, Romanist und Hispanist
- 1854: Paul Hoecker, deutscher Maler der Münchner Schule, Gründungsmitglied der Münchner Secession

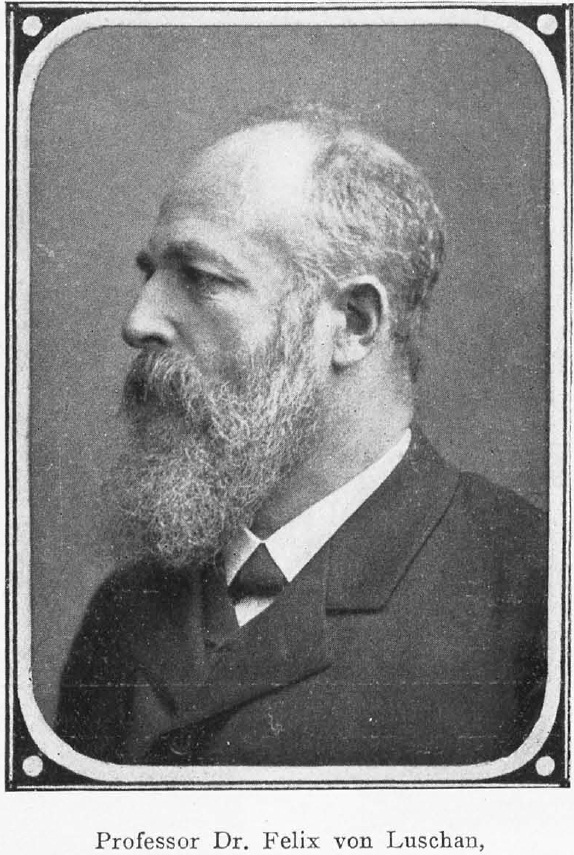
Felix von Luschan (* 1854)

- 1854: Felix von Luschan, österreichischer Arzt und Anthropologe, Forschungsreisender, Archäologe und Ethnograph
- 1855: Adelbert Düringer, deutscher Jurist und Politiker, Richter am Reichsgericht, MdR, Landesminister
- 1856: Hermann Ambronn, deutscher Botaniker und Physiker
- 1858: Christiaan Eijkman, niederländischer Arzt, Pathologe und Hygieniker, Nobelpreisträger
- 1858: Anton Geiß, deutscher Politiker, badischer Staatspräsident
- 1860: Ernst Anding, deutscher Astronom
- 1860: Ludwig Heck, deutscher Biologe und Zoodirektor
- 1860: Arthur von Weinberg, deutscher Chemiker und Unternehmer

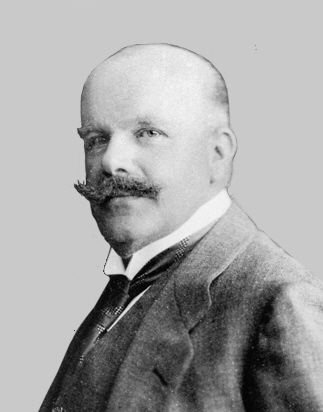
Albert Boehringer (* 1861)

- 1861: Albert Boehringer, deutscher Unternehmer der Chemie und Pharmazie (Boehringer Ingelheim)
- 1861: Emil Zsigmondy, österreichischer Bergsteiger
- 1863: Max Neubert, deutscher Unternehmer und Erfinder
- 1863: Árpád Szendy, ungarischer Komponist
- 1864: Luise Kautsky, deutsche Kommunalpolitikerin, Ehefrau von Karl Kautsky, Opfer des Holocaust
- 1864: Duarte Leite Pereira da Silva, portugiesischer Politiker
- 1865: Gifford Pinchot, US-amerikanischer Forstwissenschaftler, Politiker und Umweltschützer
- 1867: Clara Kristeller, deutsche Violinistin
- 1868: Georg Sorge, deutscher Radrennfahrer und Fahrradhersteller
- 1872: Ernst Hoff, deutscher Verbandsfunktionär
- 1873: Rudolf Maria Breithaupt, deutscher Komponist und Musikpädagoge
- 1873: Hans Goltz, deutscher Kunsthändler, Pionier der modernen Kunst
- 1874: Wilhelm Schussen, deutscher Schriftsteller

#### 1876–1900
- 1876ː Emma Lambotte, belgische Autorin, Kunstsammlerin und -kritikerin
- 1879: Alfrēds Kalniņš, lettischer Komponist

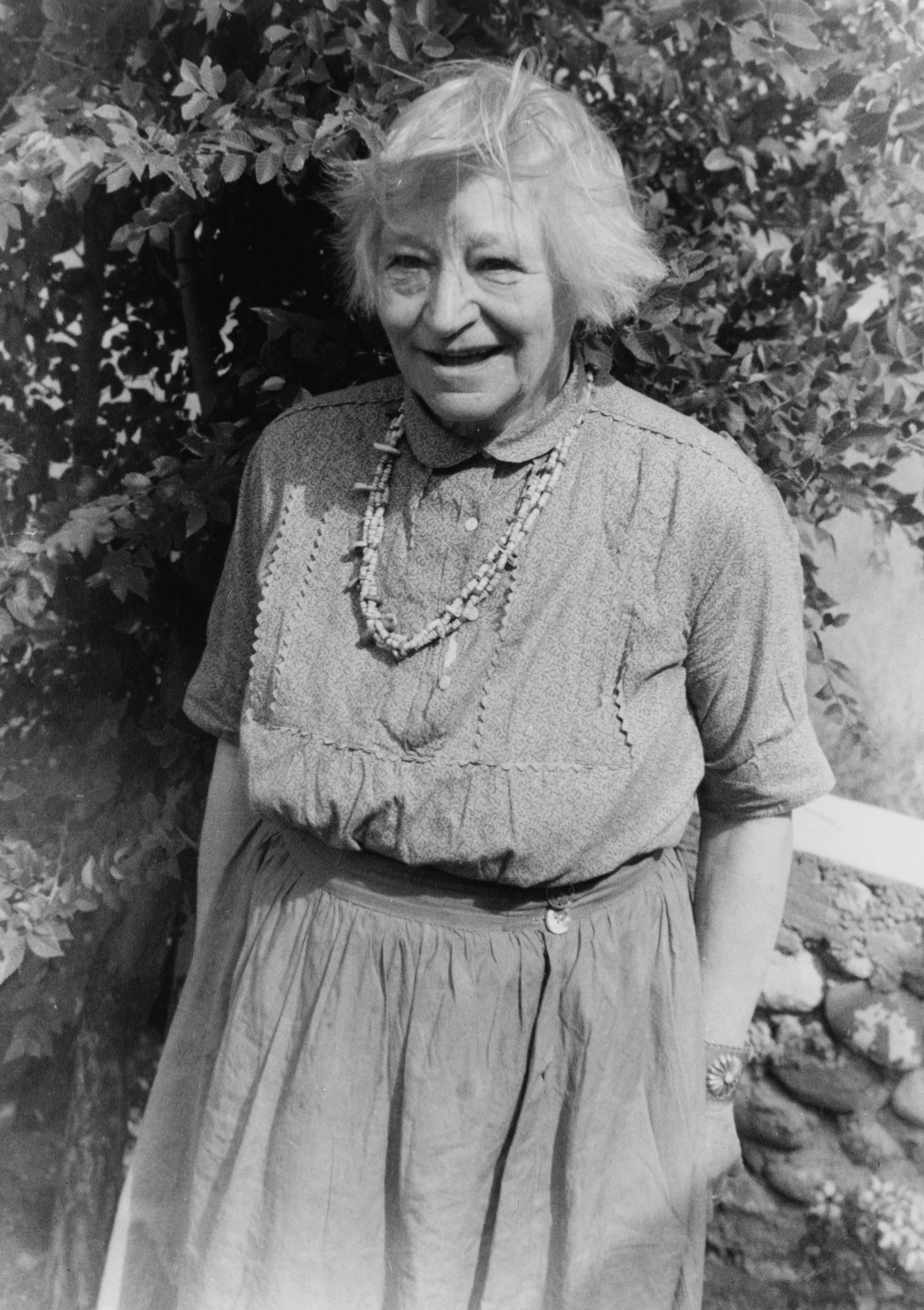
Frieda von Richthofen (* 1879)

- 1879: Frieda von Richthofen, deutsche Schriftstellerin und Übersetzerin
- 1880: Josef Wenter, Südtiroler Dramatiker und Schriftsteller
- 1882: Lorenz Breunig, deutscher Gewerkschafter, MdR, Opfer des Nationalsozialismus

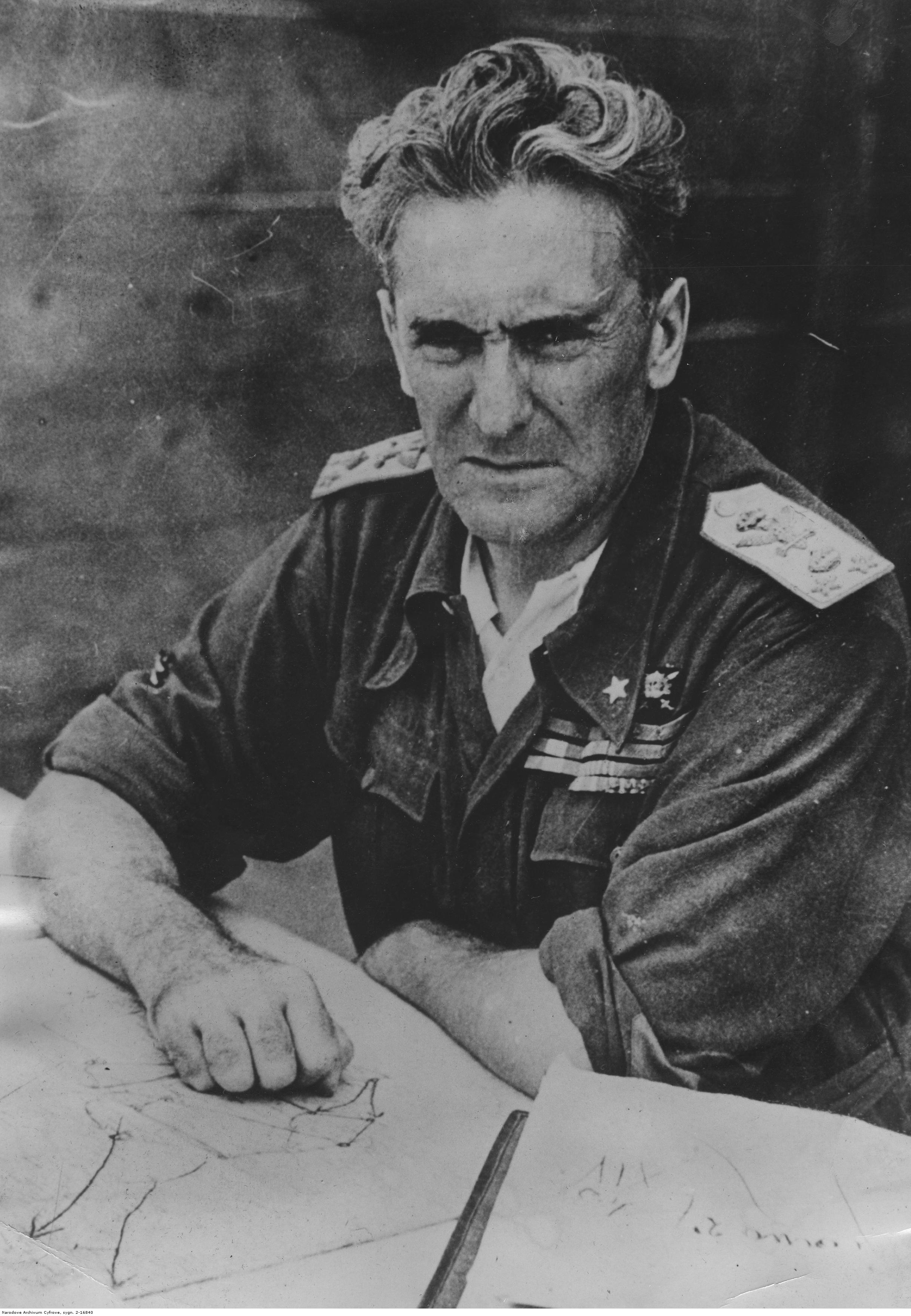
Rodolfo Graziani (* 1882)

- 1882: Rodolfo Graziani, italienischer Militär, Publizist und Politiker, Minister, Kriegsverbrecher
- 1883: Harry Kahn, deutscher Journalist und Schriftsteller, Drehbuchautor und Übersetzer
- 1883: Ernst Stadler, deutscher Schriftsteller und Lyriker des Expressionismus
- 1884: Friedrich Reck-Malleczewen, deutscher Schriftsteller und Arzt, christlicher Gegner des Nationalsozialismus
- 1885: Constantin Bock von Wülfingen, deutscher Verwaltungsjurist und Politiker

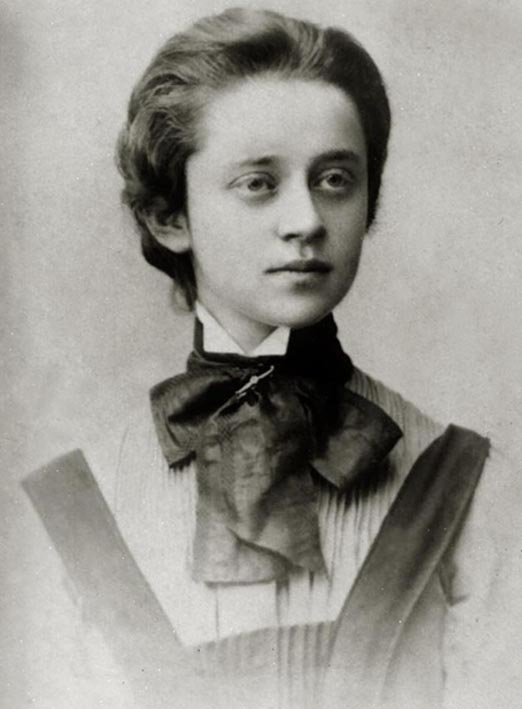
Sofija Parnok (* 1885)

- 1885: Sofija Jakowlewna Parnok, russische Dichterin und Schriftstellerin
- 1886: Kurt Adami, deutscher Komponist, Chorleiter und Musikpädagoge
- 1888: Rudolf Hägni, Schweizer Lehrer, Liedtexter und Schriftsteller
- 1889: Arturo Martini, italienischer Bildhauer
- 1889: Joachim Tiburtius, deutscher Wirtschaftswissenschaftler und Kulturpolitiker, MdA, Senator
- 1890: Aaslaug Aasland, norwegische Juristin und Politikerin, Ministerin
- 1890: Heinrich Weitz, deutscher Politiker, Oberbürgermeister von Trier, MdL, Landesminister, Präsident des Deutschen Roten Kreuzes
- 1891: Karl Adams, US-amerikanischer Baseballspieler
- 1891: Adam Antes, deutscher Bildhauer und Grafiker
- 1891: Edgar Zilsel, österreichischer Philosoph
- 1892: Władysław Anders, polnischer General und Politiker, Oberbefehlshaber der Polnischen Streitkräfte im Westen

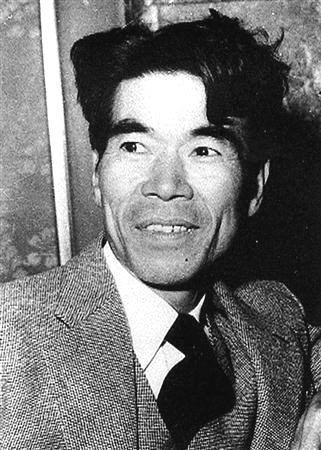
Yoshikawa Eiji (* 1892)

- 1892: Yoshikawa Eiji, japanischer Schriftsteller
- 1893: Erna Walter, deutsche Botanikerin
- 1894: Ernst Angel, österreichisch-US-amerikanischer Dichter, Filmemacher und Psychologe
- 1894: Wilhelm Grosz, österreichischer Komponist, Dirigent, Pianist und Musikwissenschaftler
- 1895: Egon Pearson, britischer Statistiker
- 1897: Enid Blyton, britische Kinderbuchautorin
- 1897: Käthe Haack, deutsche Schauspielerin
- 1898: Peter Mohr Dam, färöischer Politiker, Ministerpräsident
- 1898: Karolina Lanckorońska, polnische Kunsthistorikerin
- 1899: Kaj Andersen, dänischer Badmintonspieler und Leichtathlet
- 1899: Jindřich Štyrský, tschechischer Maler, Fotograf, Grafiker, Dichter und Kunsttheoretiker, Vertreter des Surrealismus
- 1900: Christhard Mahrenholz, deutscher lutherischer Theologe, Musik- und Liturgiewissenschaftler
- 1900: Alexander Wassiljewitsch Mossolow, russischer Komponist
- 1900: Margarete Stock, deutsche Malerin
- 1900: Trude Waehner, österreichische Malerin

### 20. Jahrhundert

#### 1901–1925
- 1901: Guido Agosti, italienischer Pianist
- 1901: Karl Schulz, deutscher Fußballspieler
- 1902: Alfredo Binda, italienischer Radrennfahrer
- 1902: Lloyd Nolan, US-amerikanischer Schauspieler
- 1905: Erwin Chargaff, US-amerikanischer Biochemiker und Schriftsteller
- 1905: Kurt Gerstein, deutscher Hygienefachmann der Waffen-SS

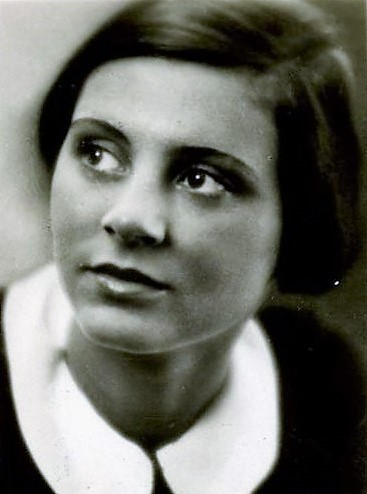
Ellen Schwanneke (* 1907)

- 1906: Ellen Schwanneke, deutsche Schauspielerin
- 1907: Paul Wirth, sorbischer Slawist und Sprachgeograph
- 1908: Ragnar Sunnqvist, schwedischer Motorradrennfahrer
- 1909: Gaston Litaize, französischer Komponist, Organist und Musikpädagoge
- 1909: Uku Masing, estnischer Lyriker, Theologe und Orientalist
- 1909: Alphons Silbermann, deutscher Sozialwissenschaftler und Publizist
- 1910: Philippe Agostini, französischer Kameramann
- 1910: George C. Homans, US-amerikanischer Soziologe
- 1911: Thanom Kittikachorn, thailändischer General und Politiker
- 1912: Eva Ahnert-Rohlfs, deutsche Astronomin
- 1912: Otto Höxtermann, deutscher Fußballspieler und -trainer
- 1915: Ernst von Khuon, deutscher Journalist und Fernsehmoderator

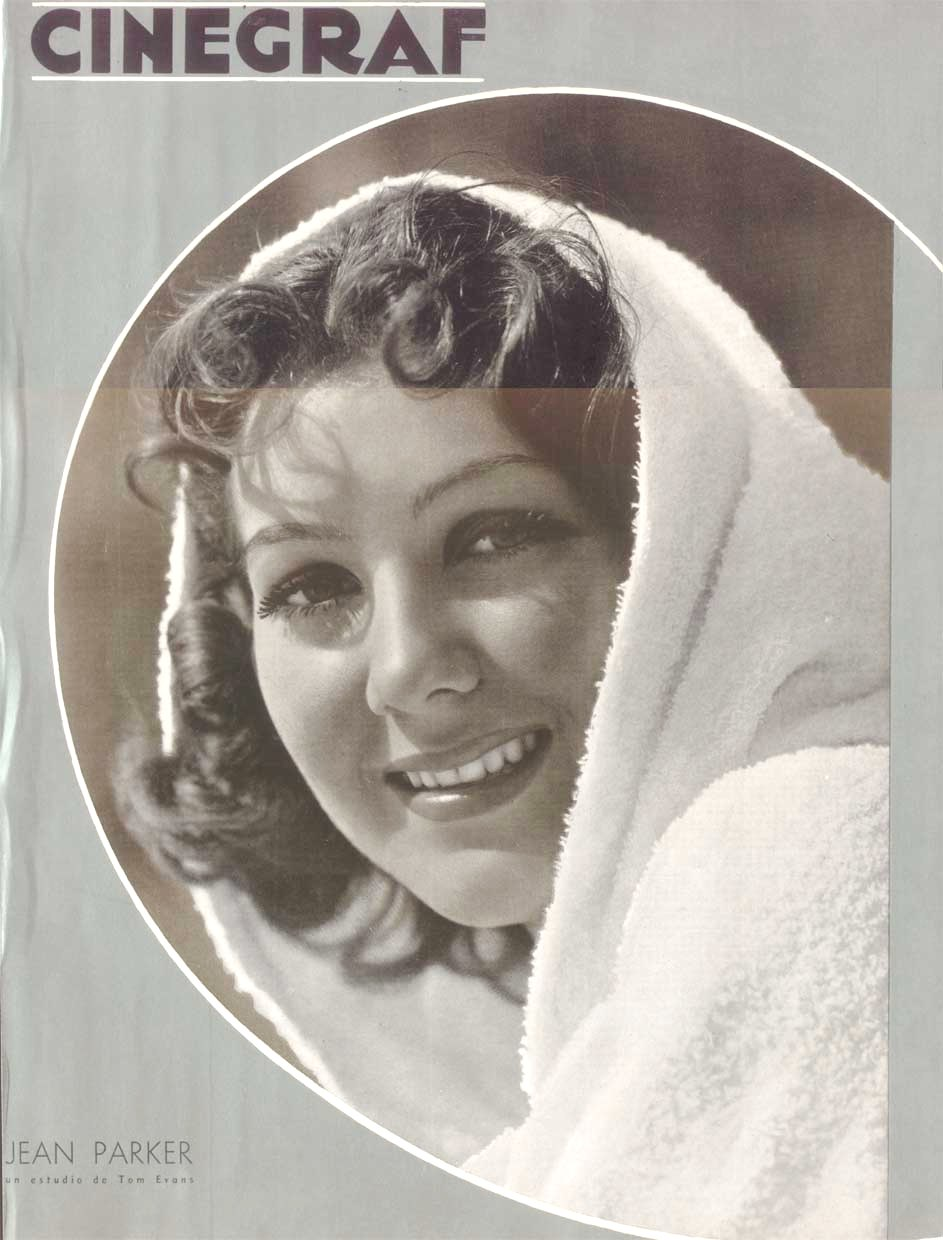
Jean Parker (* 1915)

- 1915: Jean Parker, US-amerikanische Schauspielerin
- 1916: Johnny Claes, belgischer Automobilrennfahrer
- 1916: Paul Dupuis, kanadischer Schauspieler
- 1917: Inge Aicher-Scholl, deutsche Kulturschaffende und Schriftstellerin
- 1917: Dik Browne, US-amerikanischer Comiczeichner
- 1918: Karl Heinz Jacoby, deutscher Weihbischof
- 1919: Elvīra Baldiņa, sowjetische bzw. lettische Schauspielerin
- 1919: Reinhard Lauth, deutscher Philosoph
- 1919: Jewgenija Iwanowna Setschenowa, sowjetische Leichtathletin
- 1920: Albert E. Kaiser, Schweizer Dirigent und Musikpädagoge
- 1921: Boris Bunejew, sowjetischer Filmregisseur
- 1921: Mike Douglas US-amerikanischer Sänger, Moderator und Schauspieler
- 1921: Alex Haley, US-amerikanischer Schriftsteller
- 1921: Frederick Mayer, deutscher Pädagoge und Autor
- 1921: Gerty Schiede, deutsche Schriftstellerin
- 1922: Ron Grainer, australischer Komponist
- 1923: Rosemarie Müller-Streisand, deutsche evangelische Theologin und Kirchenhistorikerin
- 1924: Assumpta Schenkl, deutsche Äbtissin
- 1925: Rune Andréasson, schwedischer Comic-Zeichner und Trickfilmer
- 1925: Arlene Dahl, US-amerikanische Schauspielerin
- 1925: Carl Rowan, US-amerikanischer Journalist und Autor

#### 1926–1950
- 1926: Wera Frydtberg, deutsche Bühnen- und Filmschauspielerin
- 1926: Aaron Klug, britischer Molekularbiologe, Nobelpreisträger
- 1927: Jim Doran, US-amerikanischer American-Football-Spieler
- 1927: Raymond Leppard, britischer Dirigent, Komponist und Cembalist

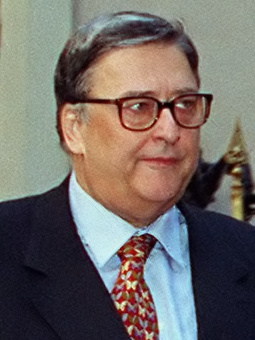
Beniamino Andreatta (* 1928)

- 1928: Beniamino Andreatta, italienischer Ökonom und Politiker

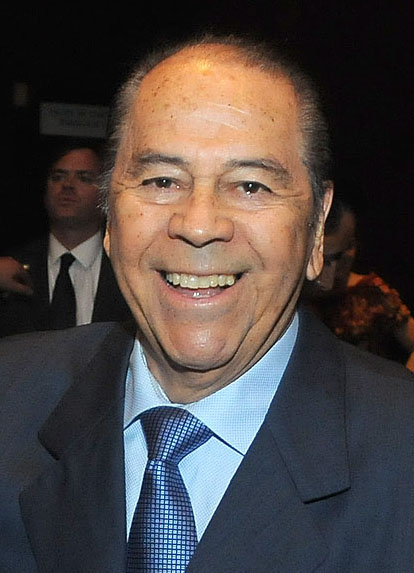
Lucho Gatica (* 1928)

- 1928: Lucho Gatica, chilenischer Sänger (El Rey de Bolero)
- 1928: Stan Kesler, US-amerikanischer Studiomusiker und Komponist
- 1928: Emily Vermeule, US-amerikanische Klassische Archäologin
- 1928: Joachim Zschocke, deutscher Schauspieler
- 1929: Geoffrey Hartman, deutschamerikanischer Literaturwissenschaftler und Sterling Professor der Yale University
- 1929: Alun Hoddinott, walisischer Komponist
- 1929: Adalbert Seipolt, deutscher Benediktinermönch und Buchautor
- 1930: Romualds Grīnblats, lettisch-russischer Komponist
- 1931: Peter Ala Adjetey, ghanaischer Jurist, Hochschullehrer und Politiker
- 1931: Francis Méano, französischer Fußballspieler
- 1932: Fernando Arrabal, spanisch-französischer Schriftsteller und Filmregisseur
- 1932: Izzy Asper, kanadischer Jurist, Medienunternehmer und Politiker
- 1932: Peter Eisenman, US-amerikanischer Architekt
- 1932: Johanna Ittner, deutsche Hauswirtschafterin
- 1933: Erich Bitter, deutscher Automobildesigner, Rad- und Automobilrennfahrer
- 1933: Tamás Vásáry, ungarischer Pianist und Musikpädagoge
- 1934: Penny Banner, US-amerikanische Wrestlerin
- 1934: Schang Hutter, Schweizer Bildhauer
- 1934: Carmelo Mesa-Lago, kubanisch-US-amerikanischer Wirtschaftswissenschaftler
- 1935: Dieter Beirich, deutscher Maler und Grafiker
- 1935: Anneli Granget, deutsche Schauspielerin
- 1935: Friedrich Wilhelm Haack, deutscher Theologe und Sektenkenner
- 1936: Najat Essaghira, ägyptische Schauspielerin und Sängerin
- 1936: Rolf Krenzer, deutscher Kinderbuch-, Kinderlieder- und Musicalautor
- 1936: Bapsi Sidhwa, pakistanisch-US-amerikanische Schriftstellerin
- 1937: Alan Borwell, schottischer Schachfunktionär, Präsident des Weltfernschachbundes ICCF
- 1937: Anna Massey, britische Schauspielerin
- 1938: Ingomar Grünauer, österreichischer Komponist
- 1938: Heinz Höher, deutscher Fußballspieler und -trainer
- 1938: Mamadou Sarr, senegalesischer Leichtathlet
- 1939: Attila Bozay, ungarischer Komponist
- 1939: Renate Dannhauer, deutsche Skilangläuferin
- 1939ː Margit Palme, österreichische Malerin und Kunstpädagogin
- 1939: Uta Sax, deutsche Schauspielerin
- 1940: Werner Herbers, niederländischer Dirigent
- 1940: Lennie Pond, US-amerikanischer Automobilrennfahrer

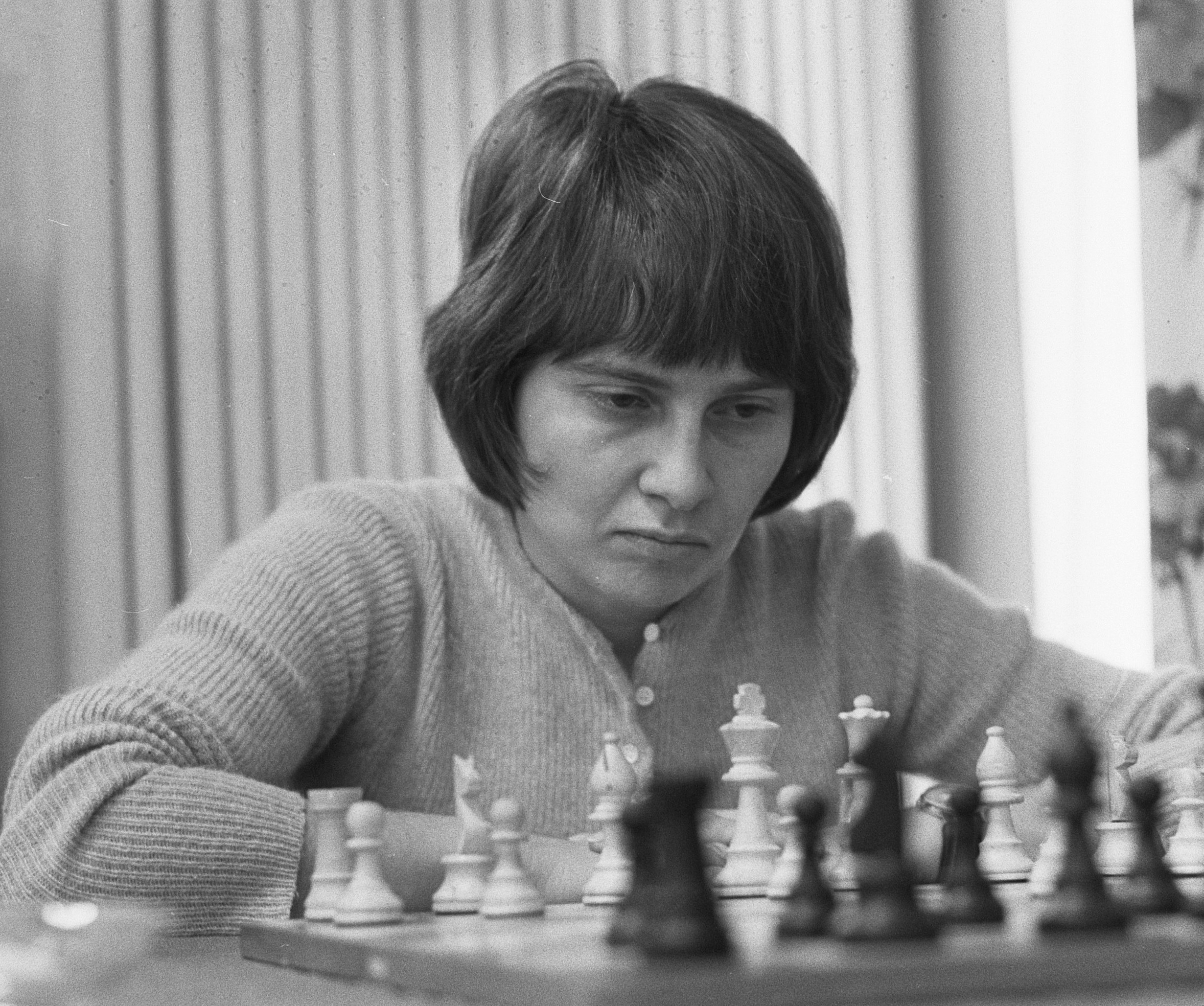
Alla Kushnir (* 1941)

- 1941: Alla Kuschnir, russisch-israelische Schachspielerin
- 1941: John Simon, US-amerikanischer Rockmusikproduzent
- 1943: Boaz Davidson, israelischer Filmregisseur, Drehbuchautor und Produzent
- 1943: Herbert Laumen, deutscher Fußballspieler

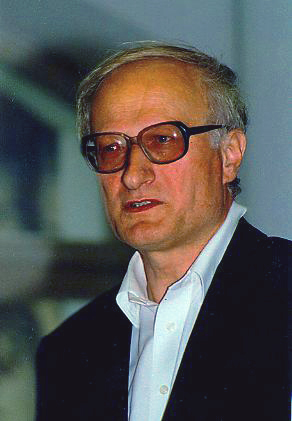
Krzysztof Meyer (* 1943)

- 1943: Krzysztof Meyer, polnischer Komponist
- 1943: Pervez Musharraf, pakistanischer Offizier und Staatspräsident
- 1944: Ian McDiarmid, britischer Schauspieler
- 1944: Peter Schmidt, deutscher Autor
- 1945: David Horovitch, britischer Schauspieler
- 1945: Rudolf Nafziger, deutscher Fußballspieler
- 1945: Dominique Perben, französischer Minister
- 1946: Marilyn vos Savant, US-amerikanische Zeitungskolumnistin
- 1946: Norbert Thom, deutscher Wirtschaftswissenschaftler
- 1947: Diether Krebs, deutscher Schauspieler und Kabarettist
- 1947: Alois Schloder, deutscher Eishockeyspieler

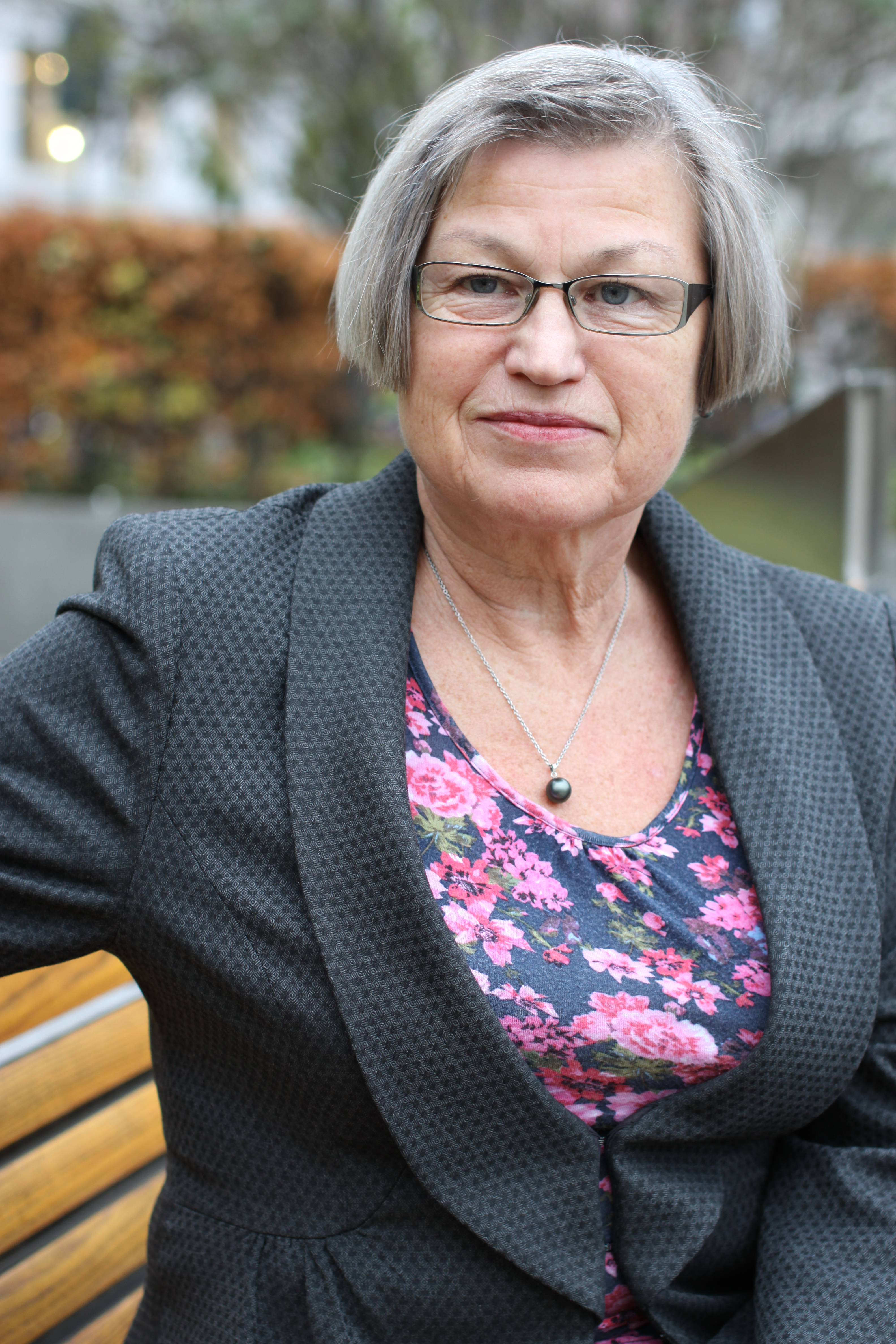
Laila Dåvøy (* 1948)

- 1948: Laila Dåvøy, norwegische Politikerin
- 1948: Jan Palach, tschechoslowakischer Student, verbrannte sich aus Protest gegen die Niederschlagung des Prager Frühlings
- 1948: Mario Scheuermann, deutscher Sachbuchautor
- 1949: Eric Carmen, US-amerikanischer Musiker, Sänger und Songwriter
- 1949: Hans-Martin Haller, deutscher Politiker
- 1950: Andrei Golowin, russischer Komponist
- 1950: Elmar Kraushaar, deutscher Journalist und Schriftsteller
- 1950: Alwin Wagner, deutscher Leichtathlet
- 1950: Steve Wozniak, US-amerikanischer Computeringenieur und Unternehmer, Mitbegründer von Apple Computer

#### 1951–1975
- 1951: Róža Domašcyna, deutsche Lyrikerin und Übersetzerin
- 1951: Werner Nickel, deutscher Fußballspieler und -trainer
- 1952: Reid Blackburn, US-amerikanischer Fotograf
- 1952: Tabea Blumenschein, deutsche Schauspielerin und Schriftstellerin
- 1952: Curt Cress, deutscher Schlagzeuger
- 1952: Luise Horwath, deutsche Malerin und Restauratorin
- 1952: Marian-Jean Marinescu, rumänischer Politiker und Mitglied des Europäischen Parlaments

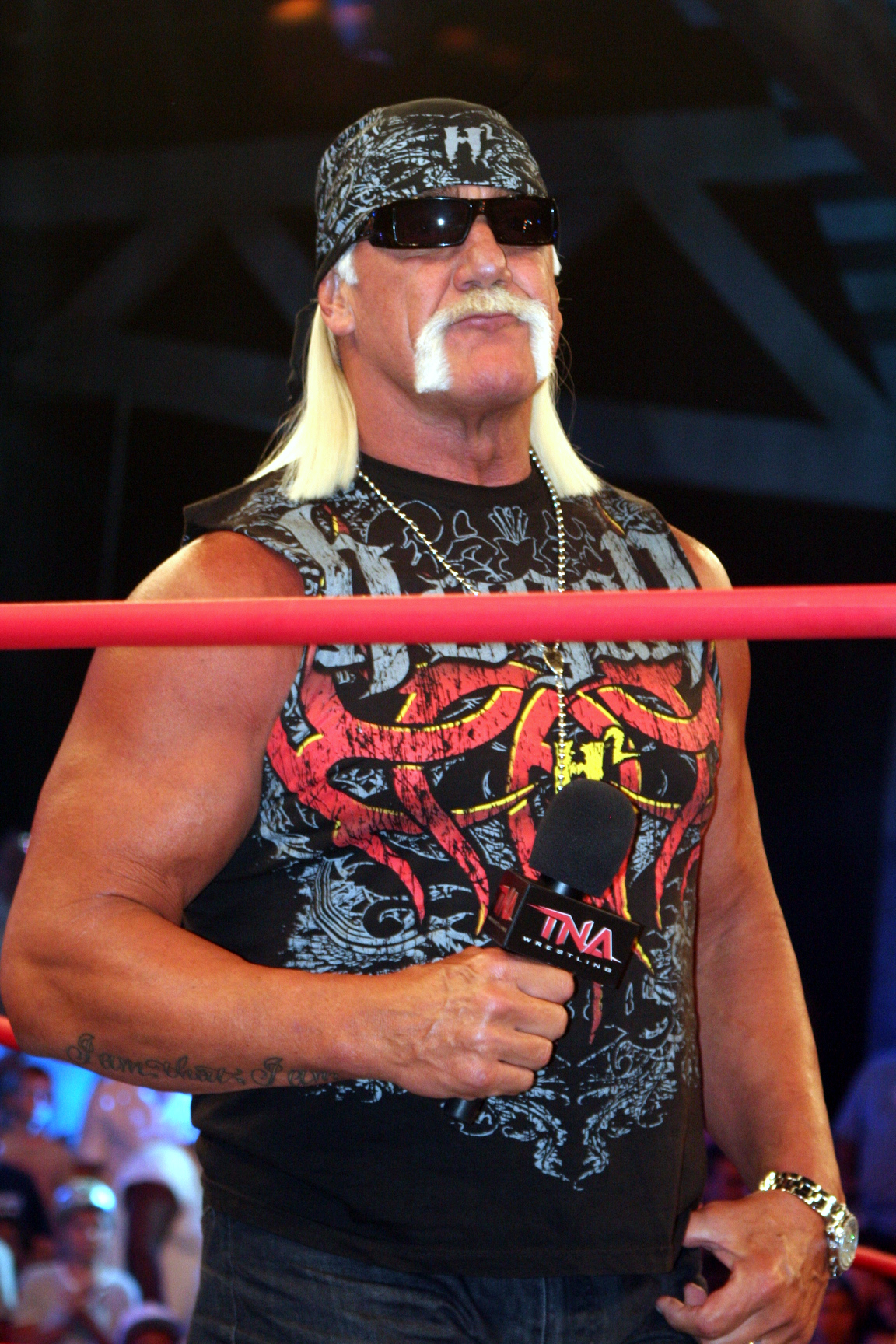
Hulk Hogan (* 1953)

- 1953: Hulk Hogan, US-amerikanischer Wrestler und Schauspieler
- 1953: Kata Kánya, ungarische Schauspielerin und Moderatorin
- 1953: Hermann Toelcke, deutscher Schauspieler
- 1953: Heidrun Welskop, deutsche Schauspielerin
- 1953: José Rodríguez Carballo, spanischer Geistlicher, Erzbischof von Mérida-Badajoz
- 1954: Joe Jackson, britischer Musiker
- 1954: Roland Reber, deutscher Regisseur, Autor und Schauspieler
- 1955: Ferdinand Hirscher, österreichischer Alpinskitrainer
- 1955: Sergei Pantelejewitsch Mawrodi, russischer Unternehmer und Wirtschaftskrimineller
- 1956: Karin Iten, Schweizer Eiskunstläuferin
- 1957: Ian Stuart Donaldson, britischer Musiker
- 1957: Renate Habinger, österreichische Grafikerin und Bilderbuch-Illustratorin

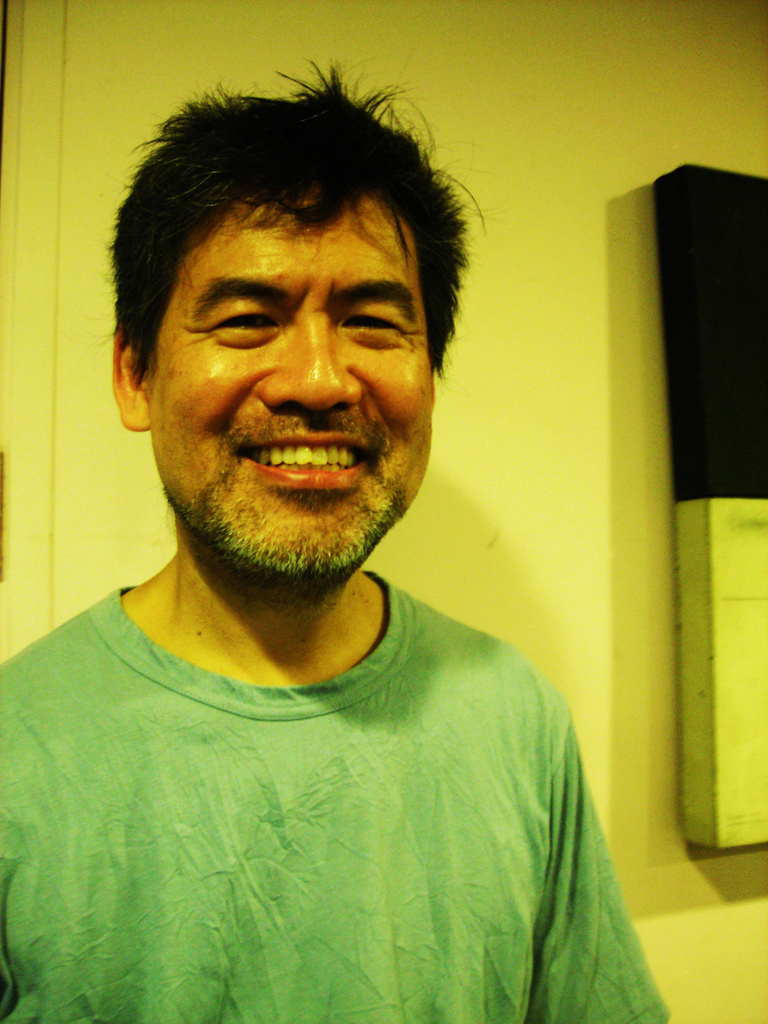
David Henry Hwang (* 1957)

- 1957: David Henry Hwang, US-amerikanischer Bühnenschriftsteller
- 1957: Michael Kühntopf, deutsch-schweizerischer Publizist und Autor
- 1957: Hans-Peter Martin, österreichischer Politiker
- 1958: Conrad Seidl, österreichischer Redakteur und Buchautor
- 1959: Frank Asbeck, deutscher Unternehmer und Vorstandsvorsitzender
- 1959: Dirk Pohlmann, Drehbuchautor und Regisseur
- 1959: Martin Smolka, tschechischer Komponist
- 1960: Rudolf Berger, schweizerisch-österreichischer Theaterintendant
- 1960: Silvano Meli, Schweizer Skirennläufer
- 1961: Rachel Laurin, kanadische Komponistin und Organistin
- 1961: Frederick W. Sturckow, US-amerikanischer Astronaut
- 1963: Gerd Dais, deutscher Fußballspieler
- 1963: Thornetta Davis, US-amerikanischer Blues- und R&B-Sängerin
- 1964: Uwe Ampler, deutscher Radrennfahrer
- 1964: Stefan Blunier, Schweizer Dirigent und Pianist
- 1964: Márta Dovalovszki, ungarische Badmintonspielerin
- 1964: Heiko Latocha, deutscher Radrennfahrer
- 1964: Jim Lee, südkoreanisch-US-amerikanischer Comiczeichner und -verleger
- 1964: Miguel A. Nunez junior, US-amerikanischer Schauspieler
- 1964: Nikki Randall, US-amerikanische Pornodarstellerin
- 1964: Johannes Schmid-Kunz, Schweizer Volksmusiker, Tanzleiter und Kulturmanager
- 1964: Christof Siemes, deutscher Journalist
- 1964: Motoyasu Takeuchi, japanischer Skispringer
- 1964: Stefan Topurow, bulgarischer Gewichtheber
- 1964: Heike Zimmermann-Timm, deutsche Biologin
- 1965: Embeth Davidtz, US-amerikanische Film- und Theaterschauspielerin

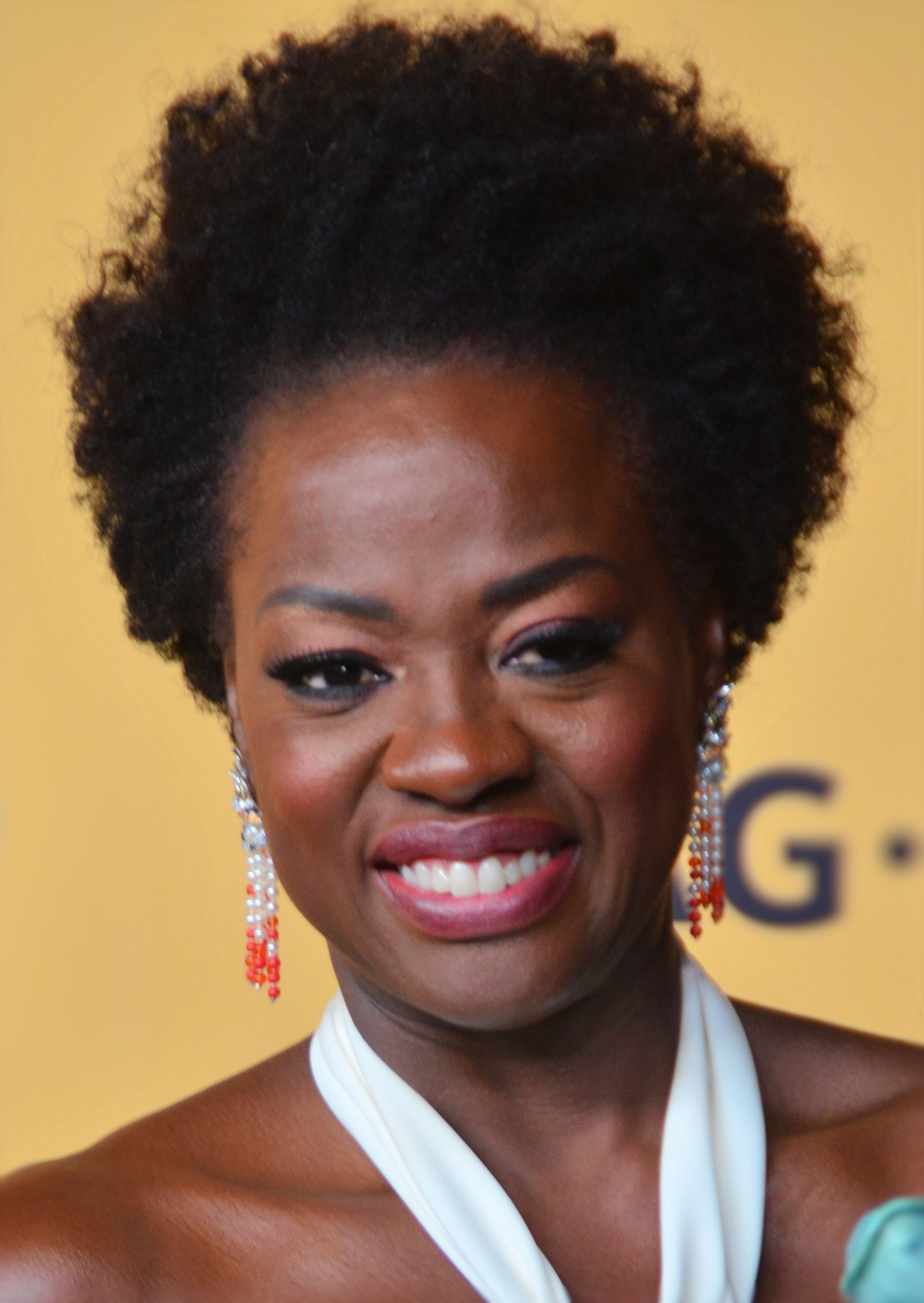
Viola Davis (* 1965)

- 1965: Viola Davis, US-amerikanische Schauspielerin
- 1965: Ernesto Hoost, niederländischer K1-Kämpfer
- 1965: Predrag Jovanović, jugoslawischer Fußballspieler

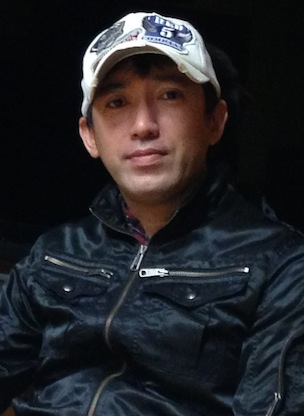
Shinji Mikami (* 1965)

- 1965: Shinji Mikami, japanischer Spieleentwickler
- 1966: Bengt Andersson, schwedischer Fußballspieler
- 1966: Nigel Martyn, englischer Fußballtorwart
- 1966: Juan María Solare, argentinischer Komponist und Pianist
- 1966: Maria Theurl-Walcher, österreichische Skilangläuferin und Sportfunktionärin
- 1967: Massimiliano Allegri, italienischer Fußballspieler und -trainer
- 1967: Enrique Bunbury, spanischer Komponist und Sänger
- 1967: Wolfgang Fasching, österreichischer Extremsportler

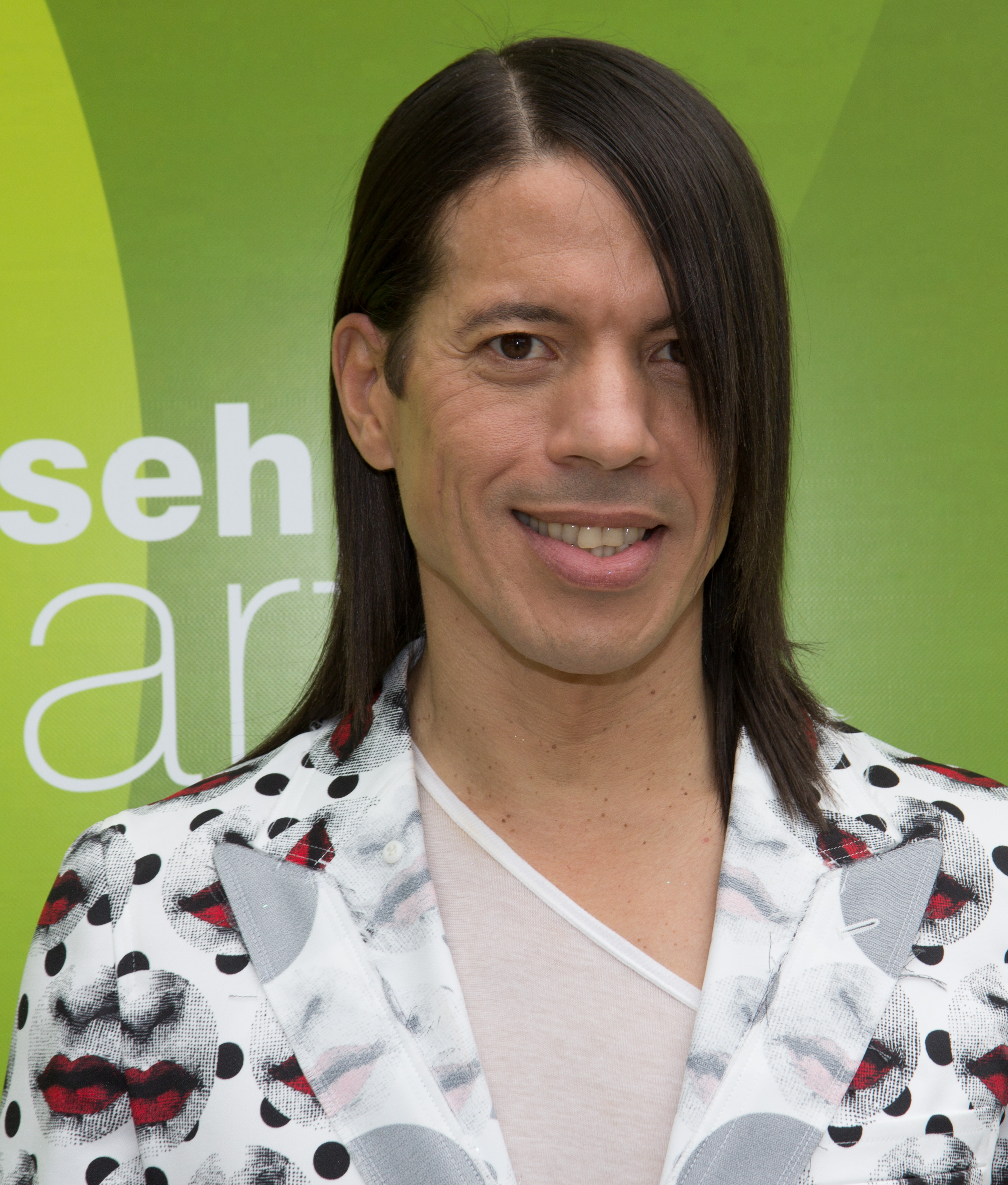
Jorge González (* 1967)

- 1967: Jorge González, kubanisch-deutscher Choreograph und Model
- 1967: Monika Wogrolly, österreichische Philologin und Schriftstellerin
- 1968: Sophie Okonedo, britische Schauspielerin
- 1968: Mabel Wisse Smit, Prinzessin von Oranien-Nassau
- 1969: Ashley Jensen, britische Schauspielerin
- 1969: Vanderlei de Lima, brasilianischer Marathonläufer
- 1970: Andy Bell, britischer Musiker
- 1970: Gianluca Pessotto, italienischer Fußballspieler
- 1972: Wjatscheslaw Sahorodnjuk, ukrainischer Eiskunstläufer
- 1972: Agnes Samaria, namibische 800-Meter-Läuferin
- 1973: Kristin Armstrong, US-amerikanische Radrennfahrerin und Triathletin
- 1973: Nigel Harman, britischer Schauspieler
- 1974: Catherine Bode, deutsche Schauspielerin
- 1974: Audrey Mestre-Ferreras, französische Apnoetaucherin
- 1975: Asma al-Assad, First Lady Syriens
- 1975: Davey von Bohlen, US-amerikanischer Emo- und Indie-Rock-Musiker und Songwriter
- 1975: Chris Cummings, kanadischer Country-Musiker
- 1975: Nicole Köster, deutsche Fernseh- und Hörfunkmoderatorin
- 1975: Carolyn Murphy, US-amerikanisches Model
- 1975: Christoph Reißfelder, deutscher Chirurg und Hochschullehrer
- 1975: Flavio Soriga, italienischer Schriftsteller und Journalist

#### 1976–2000
- 1976: Federico Pedini Amati, san-marinesischer Politiker

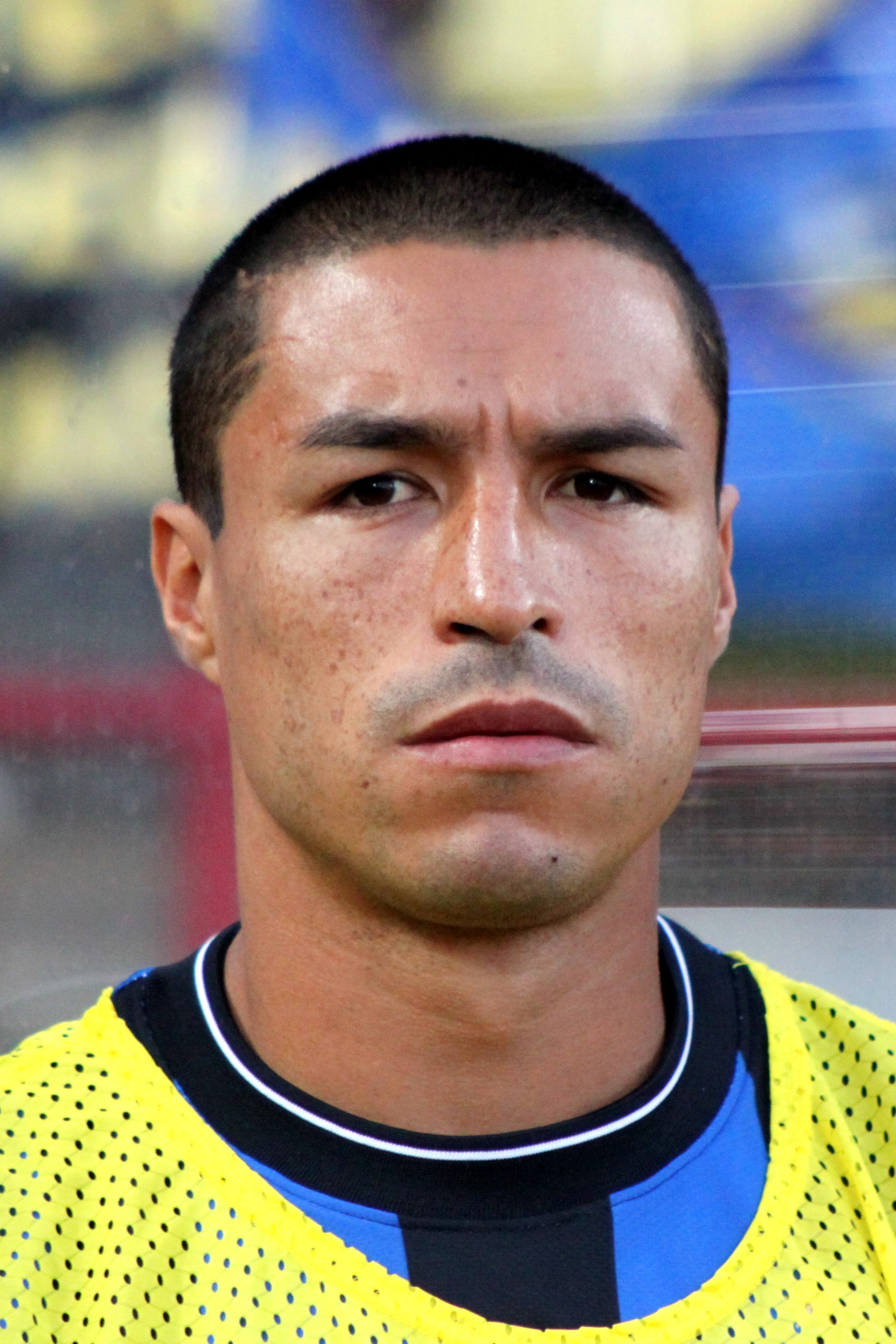
Iván Córdoba (* 1976)

- 1976: Iván Córdoba, kolumbianischer Fußballspieler
- 1976: Ben Gibbard, US-amerikanischer Musiker
- 1976: Gernot Kulis, österreichischer Comedian

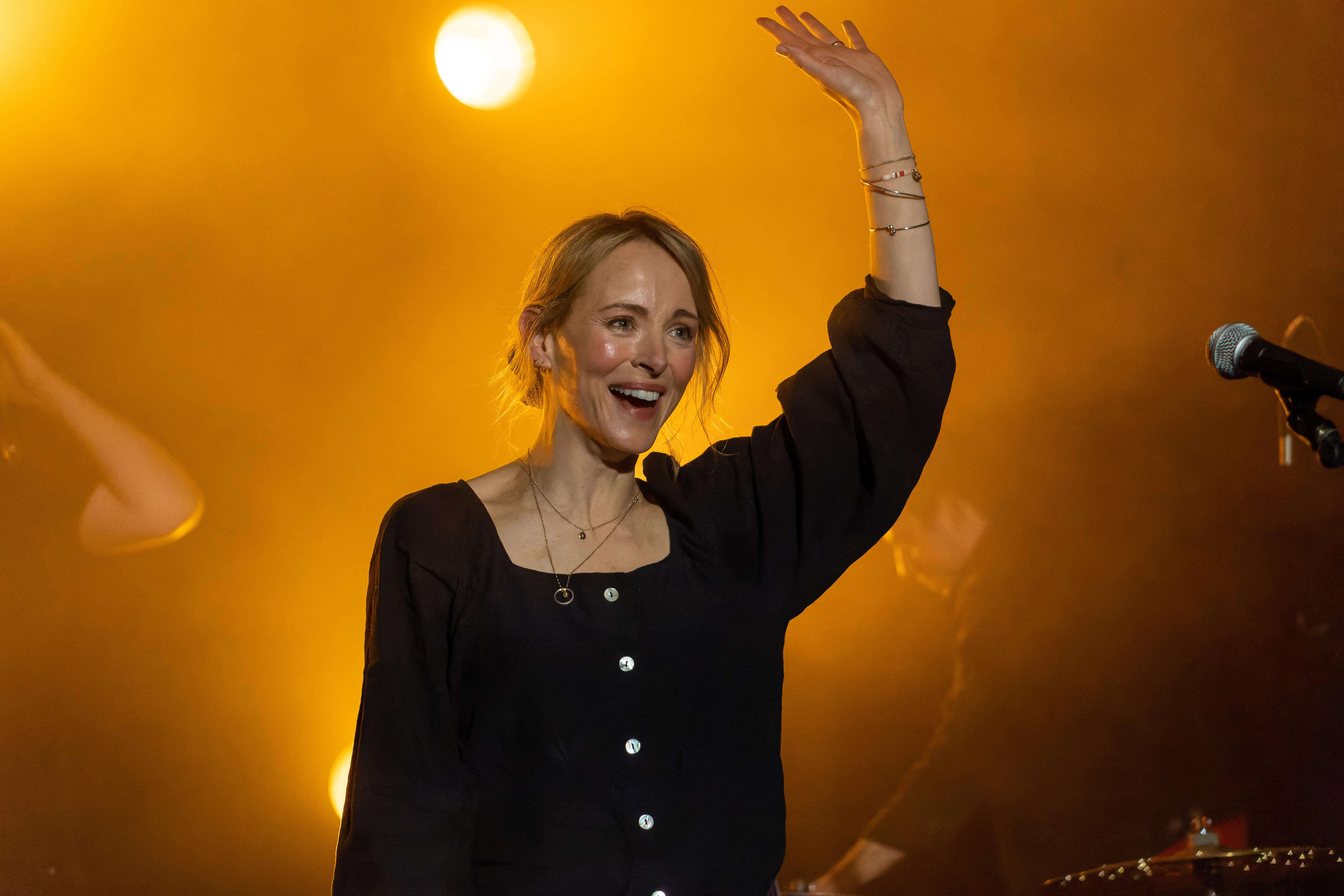
Gemma Hayes (* 1977)

- 1977: Gemma Hayes, irische Sängerin und Songtexterin
- 1977: Katrin Splitt, deutsche Pararuderin
- 1978: Susanne Kunz, Schweizer Moderatorin, Schauspielerin und Kabarettistin
- 1978: Jermain Taylor, US-amerikanischer Boxer
- 1979: Nemanja Vučićević, serbischer Fußballspieler
- 1980: Joy Mogensen, dänische Politikerin
- 1980: Sébastien Squillaci, französischer Fußballspieler
- 1980: Jason Williams, kanadischer Eishockeyspieler
- 1981: Lotte de Beer, niederländische Opernregisseurin
- 1981: Sandi Thom, britische Sängerin und Songschreiberin

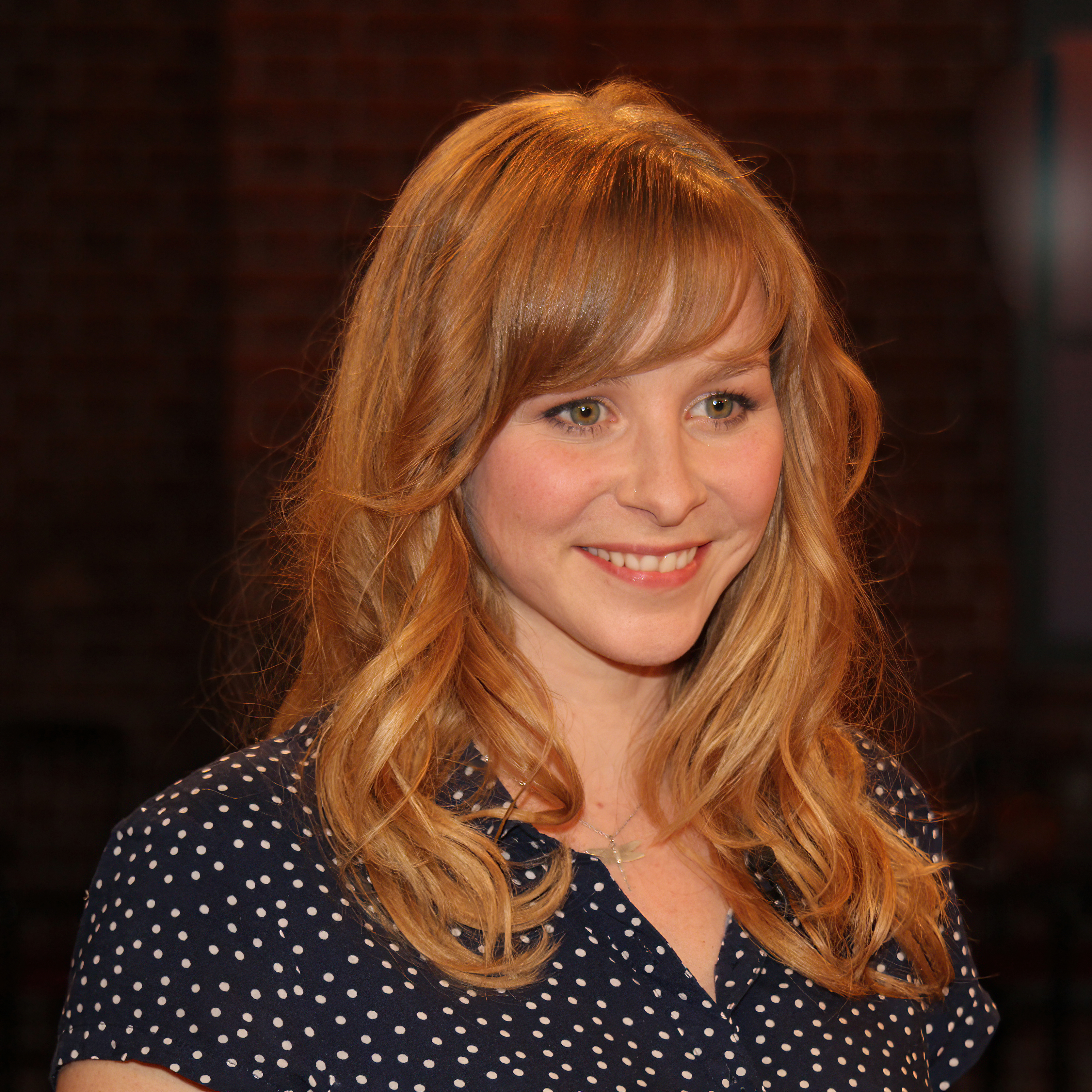
Jasmin Schwiers (* 1982)

- 1982: Jasmin Schwiers, deutsche Schauspielerin
- 1983: Chris Hemsworth, australischer Schauspieler
- 1983: Pippa Mann, britische Automobilrennfahrerin
- 1983: Christoph Schindler, deutscher Handballspieler
- 1984: Lucas di Grassi, brasilianischer Automobilrennfahrer
- 1984: Kaire Palmaru, estnische Fußballspielerin
- 1984: Carina Schlangen, deutsche Fußballspielerin
- 1985: Jaoid Chiguer,  französischer Boxer
- 1985: Jacqueline Fernandez, sri-lankische Schauspielerin

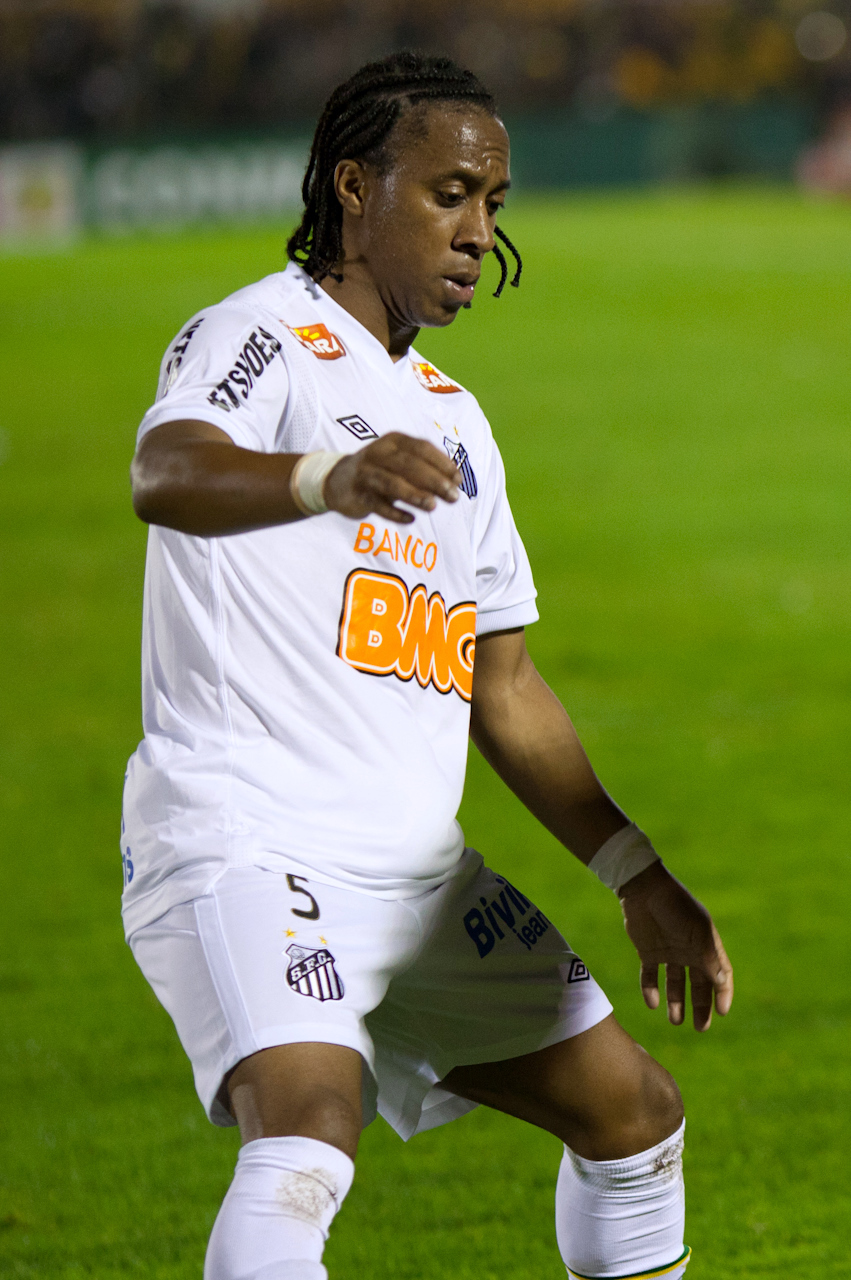
Arouca (* 1986)

- 1986: Arouca, brasilianischer Fußballspieler
- 1987: Paul Boche, deutscher Schauspieler und Model
- 1987: Maris Mägi, estnische Leichtathletin
- 1987: Ryan Murray, schottischer Dartspieler
- 1988: Winner Anacona, kolumbianischer Bahn- und Straßenradrennfahrer
- 1988: Patty Mills, australischer Basketballspieler

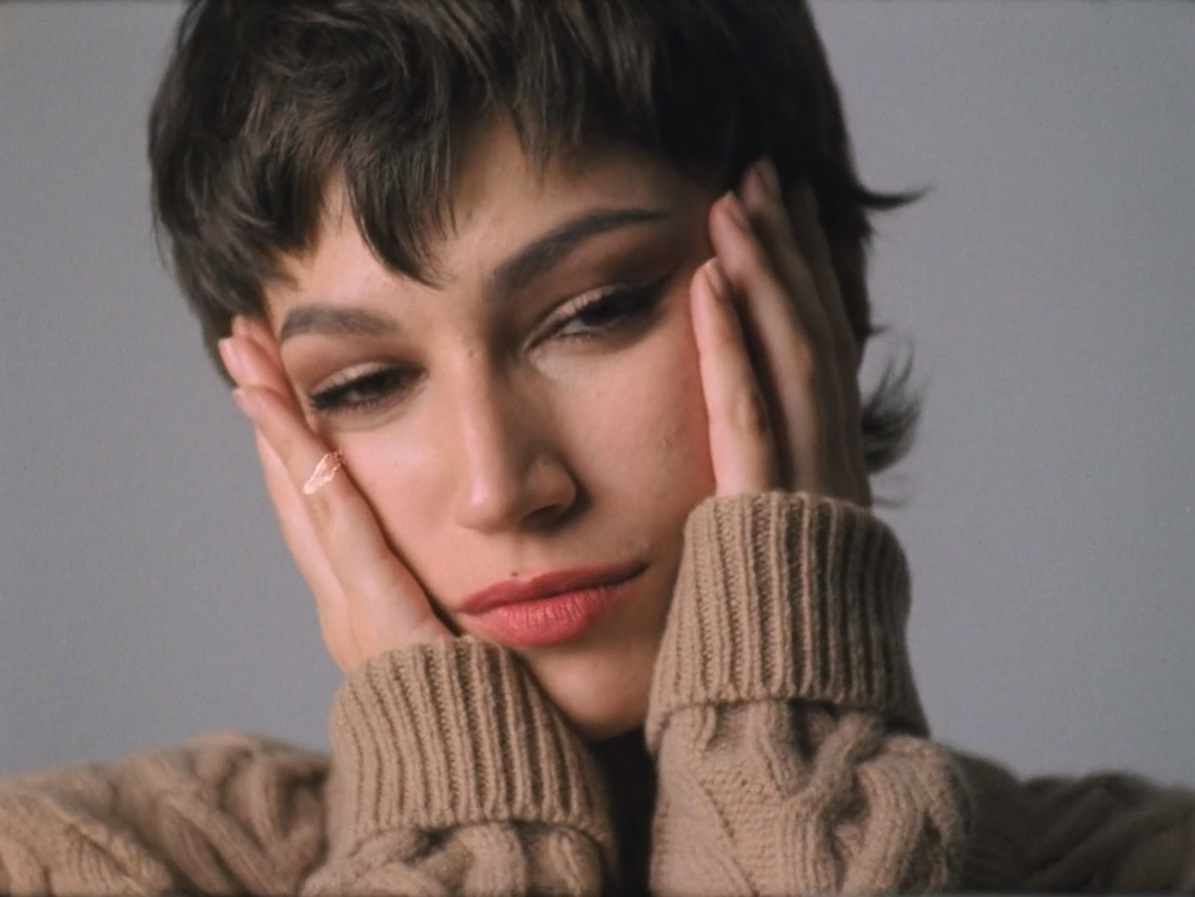
Úrsula Corberó (* 1989)

- 1989: Úrsula Corberó, spanische Schauspielerin
- 1989: Álex Quiñónez, ecuadorianischer Sprinter
- 1989: Eke Uzoma, nigerianischer Fußballspieler
- 1991: Milica Pavlović, serbische Pop-Folk-Sängerin
- 1992: Bryce Cotton, US-amerikanischer Basketballspieler
- 1993: Alyson Stoner, US-amerikanische Schauspielerin
- 1995: Brad Binder, südafrikanischer Motorradrennfahrer
- 1995: Ben Davies, englischer Fußballspieler
- 1995: Charlie Eastwood, irischer Automobilrennfahrer
- 1995: Madeline Juno, deutsche Singer-Songwriterin
- 1996: Thomas Gradinger, österreichischer Motorradrennfahrer
- 1998: Vebjørn Sørum, norwegischer Biathlet

### 21. Jahrhundert
- 2001: Sanjin Pehlivanović, bosnisch-herzegowinischer Poolbillardspieler
- 2004: Umut Tohumcu, deutsch-türkischer Fußballspieler
- 2012: Zheng Haohao, chinesische Skateboarderin

## Gestorben

### Vor dem 16. Jahrhundert
- 0480 v. Chr.: Abrokomas, Sohn des persischen Großkönigs Dareios I.
- 0480 v. Chr.: Leonidas I., spartanischer König
- 0449: Flavianus von Konstantinopel, Erzbischof von Konstantinopel, Heiliger der katholischen und orthodoxen Kirche
- 0897: Wilfried I., Gründer von Katalonien
- 0918: Ebbo, Abt des Benediktinerklosters in Münsterschwarzach
- 0976: Pietro IV. Candiano, Doge von Venedig
- 0979: Gero von Alsleben, ostsächsischer Graf
- 1156: Fujiwara no Yorinaga, japanischer Minister
- 1167: Hermann von Verden, Bischof
- 1180: Wilhelm von Sens, französischer Baumeister
- 1184: Ermengol VII., Graf von Urgell
- 1212: Beatrix von Schwaben, deutsche Kaiserin

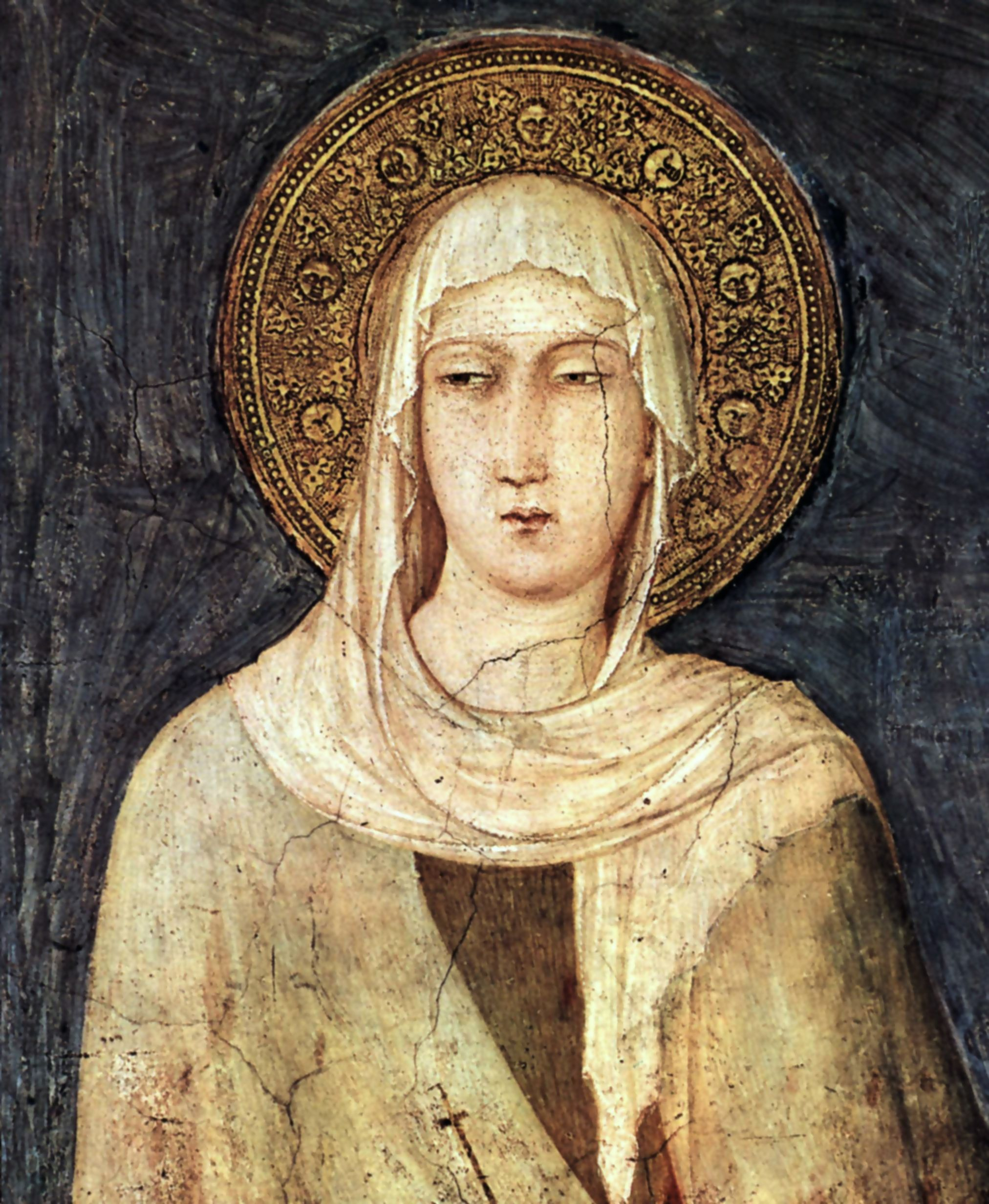
Klara von Assisi († 1253)

- 1253: Klara von Assisi, Heilige, Gründerin des Ordens der Klarissen
- 1259: Möngke Khan, vierter Khaqan/Großkhan der Mongolen
- 1268: Agnes von Faucigny, französische Adlige, Herrin von Faucigny und Gräfin von Savoyen
- 1272: Gerhard von der Mark, Bischof von Münster
- 1283: Friedrich I. von Torgau, Bischof von Merseburg
- 1322: Ulrich von Schlüsselberg, Bischof von Bamberg und Brixen
- 1332: Domhnall, 8. Earl of Mar, schottischer Adeliger
- 1332: Thomas Randolph, 2. Earl of Moray, schottischer Adeliger
- 1356: Andreas von Wislica, Bischof von Schwerin
- 1429: Simon IV. zur Lippe, Landesherr der Herrschaft Lippe
- 1445: Alberto Alberti, Erzbischof von Camerino und Kardinal
- 1456: Johann Hunyadi, transsilvanischer Staatsmann und Heeresführer
- 1460: Heymericus de Campo, niederländischer Scholastiker
- 1464: Nikolaus von Kues, deutscher Kardinal und Universalgelehrter
- 1469: Johannes de Indagine, Benediktinermönch und Abt des Klosters Bursfelde
- 1477: Latino Orsini, Kardinal der römisch-katholischen Kirche
- 1490: Wilhelm von Wertheim, Domherr und Generalvikar in Köln
- 1494: Hans Memling, deutscher Maler

### 16. bis 18. Jahrhundert
- 1519: Johann Tetzel, deutscher Ablassprediger und Gegenspieler Luthers
- 1522: Martin Siebenbürger, österreichischer Politiker, Wiener Bürgermeister
- 1539: Thomas Schöning, Erzbischof von Riga
- 1541: Pedro de Lerma, spanischer Theologe
- 1549: Otto I., Herzog von Braunschweig-Harburg
- 1551: Girolamo Genga, italienischer Maler

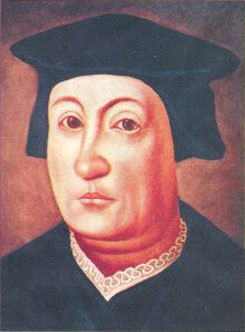
Justus Menius († 1558)

- 1558: Justus Menius, thüringischer Reformator
- 1559: Johann Lüdecke, deutscher evangelischer Theologe und Reformator
- 1577: Hartmann Beyer, deutscher Mathematiker, Theologe und Reformator
- 1578: Pedro Nunes, portugiesischer Mathematiker und Astronom
- 1579: Caspar Vischer, deutscher Architekt
- 1587: Nikolaus Elgard, deutscher katholischer Priester und Weihbischof
- 1595: Georg von Schönenberg, Bischof von Worms

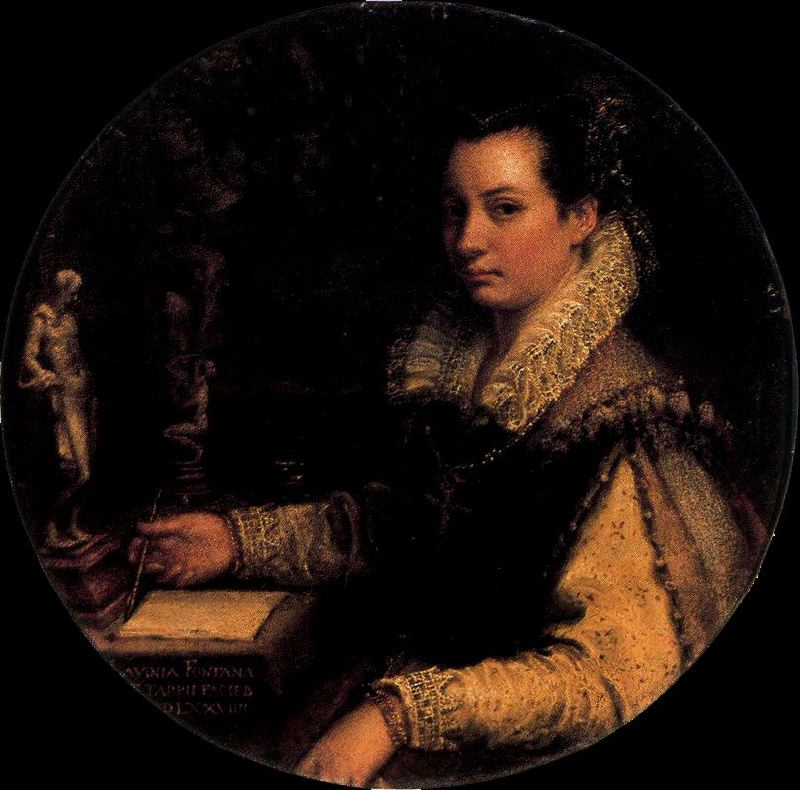
Lavinia Fontana († 1614)

- 1614: Lavinia Fontana, italienische Malerin des Manierismus
- 1634: Friedrich Ulrich, Herzog von Braunschweig und Lüneburg, Fürst von Braunschweig-Wolfenbüttel
- 1635: Melchior Goldast, Schweizer Humanist, Jurist, Diplomat und Bibliomane
- 1637: Albrecht Manuel, Schultheiss von Bern

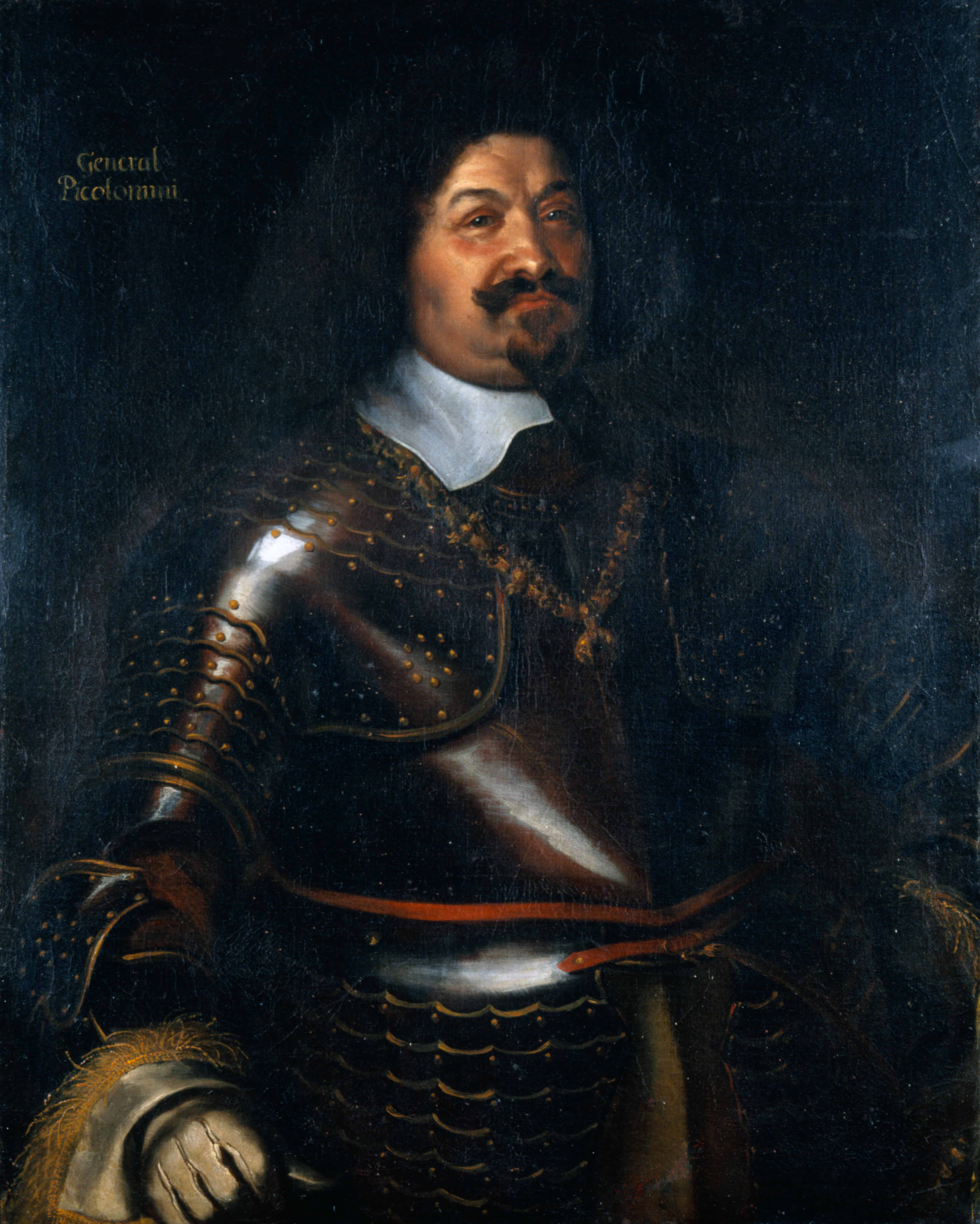
Ottavio Piccolomini († 1656)

- 1656: Ottavio Piccolomini, General im Dreißigjährigen Krieg
- 1668: Johann Marquard, Lübecker Bürgermeister
- 1674: August, Dompropst von Magdeburg
- 1689: Václav Jan Rosa, tschechischer Sprachwissenschaftler, Dichter und Rechtsanwalt
- 1699: Friedrich Rudolph Ludwig von Canitz, deutscher Diplomat und Schriftsteller
- 1712: Magdalena Sibylla von Hessen-Darmstadt, Regentin des Herzogtums Württemberg und Kirchenlieddichterin
- 1722: Hedwig Elisabeth Amalia von der Pfalz, Kronprinzessin von Polen
- 1728: William Sherard, englischer Botaniker
- 1735: Immanuel Ignaz von Nassau-Siegen, Offizier in spanischen und kaiserlichen Diensten

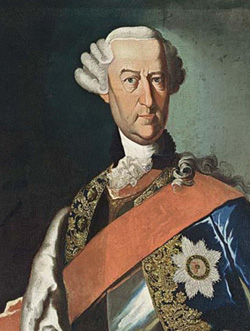
Philipp von Hessen-Darmstadt († 1736)

- 1736: Philipp von Hessen-Darmstadt, Gouverneur von Mantua
- 1737: Joan Raye, Herr von Breukelerwaard, Kapitän zur See bei der Admiralität von Amsterdam und Generalgouverneur in Suriname
- 1742: August Bohse, deutscher Schriftsteller
- 1742: Georg Pacák, böhmischer Bildhauer
- 1745: Adam Horatio Casparini, deutscher Orgelbauer
- 1765: Johann Georg Gigl, Schweizer Stuckateur
- 1778: Augustus Montague Toplady, anglikanischer Geistlicher und Verfasser von Kirchenliedern

### 19. Jahrhundert
- 1807: Simon Gottlieb Zug, deutscher Architekt und Gartengestalter
- 1809: Hans Joachim Bernet, Bürgermeister von St. Gallen

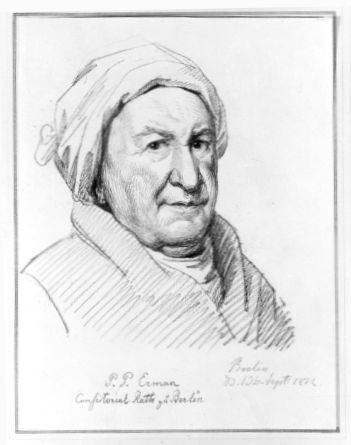
Jean Pierre Erman († 1814)

- 1814: Jean Pierre Erman, deutscher Historiker
- 1818: Iwan Petrowitsch Kulibin, russischer Uhrmacher, Mechaniker, Brückenbauer und Erfinder
- 1820: Peter Josef Cramer von Clauspruch, Offizial in Köln
- 1820: János Lavotta, ungarischer Komponist
- 1825: Franz Egon von Fürstenberg, Fürstbischof von Paderborn und Hildesheim
- 1831: Gawriil Andrejewitsch Sarytschew, russischer Marineoffizier und Hydrograph
- 1832: Claude-Antoine Prieur, französischer Offizier, Wissenschaftler und Politiker
- 1833: Hans Nikolai Frenssen, deutscher Jurist und Landvogt von Sylt
- 1835: Olof Åhlström, schwedischer Komponist
- 1836: Eduard Harkort, deutscher Bergbauingenieur und Offizier
- 1840: Simeon H. Anderson, US-amerikanischer Politiker
- 1840: Conrad Arnold, hessischer Politiker
- 1842: Carl Heinrich August von Lindenau, preußischer Generalleutnant
- 1844: Jernej Kopitar, slowenischer Sprachwissenschaftler und Slawist
- 1849: Gustav Tiedemann, badischer Revolutionär und Offizier

Lorenz Oken († 1851)

- 1851: Lorenz Oken, deutscher Arzt und Naturphilosoph
- 1854: Macedonio Melloni, italienischer Physiker
- 1861: Catherine Hayes, irische Opernsopranistin
- 1867: Lodovico Altieri, italienischer Kardinal
- 1868: Halfdan Kjerulf, norwegischer Komponist
- 1868: Thaddeus Stevens, US-amerikanischer Rechtsanwalt
- 1871: Jean-Chrysostome Brauneis, kanadischer Komponist und Organist
- 1872: Friedrich Eggers, deutscher Kunsthistoriker und Mitglied im Tunnel über der Spree
- 1872: Lowell Mason, US-amerikanischer Komponist und Musikpädagoge
- 1872: Andrew Smith, britischer Militärarzt der Chirurgie und Zoologe
- 1879: Jan Swerts, belgischer Maler

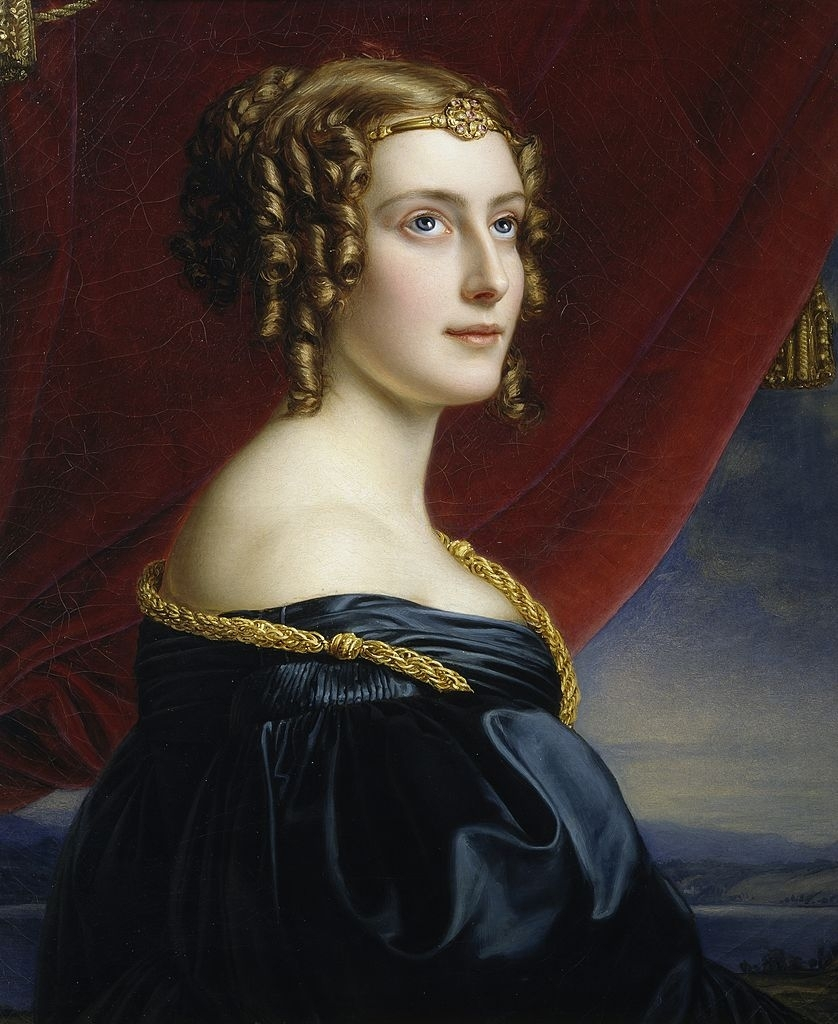
Jane Digby († 1881)

- 1881: Jane Digby, britische Mätresse und Frau u. a. von Lord Ellenborough und Medjuel el Mezrab
- 1884: Amalie Haizinger, deutsche Schauspielerin
- 1884: Moritz Thausing, deutscher Kunstschriftsteller

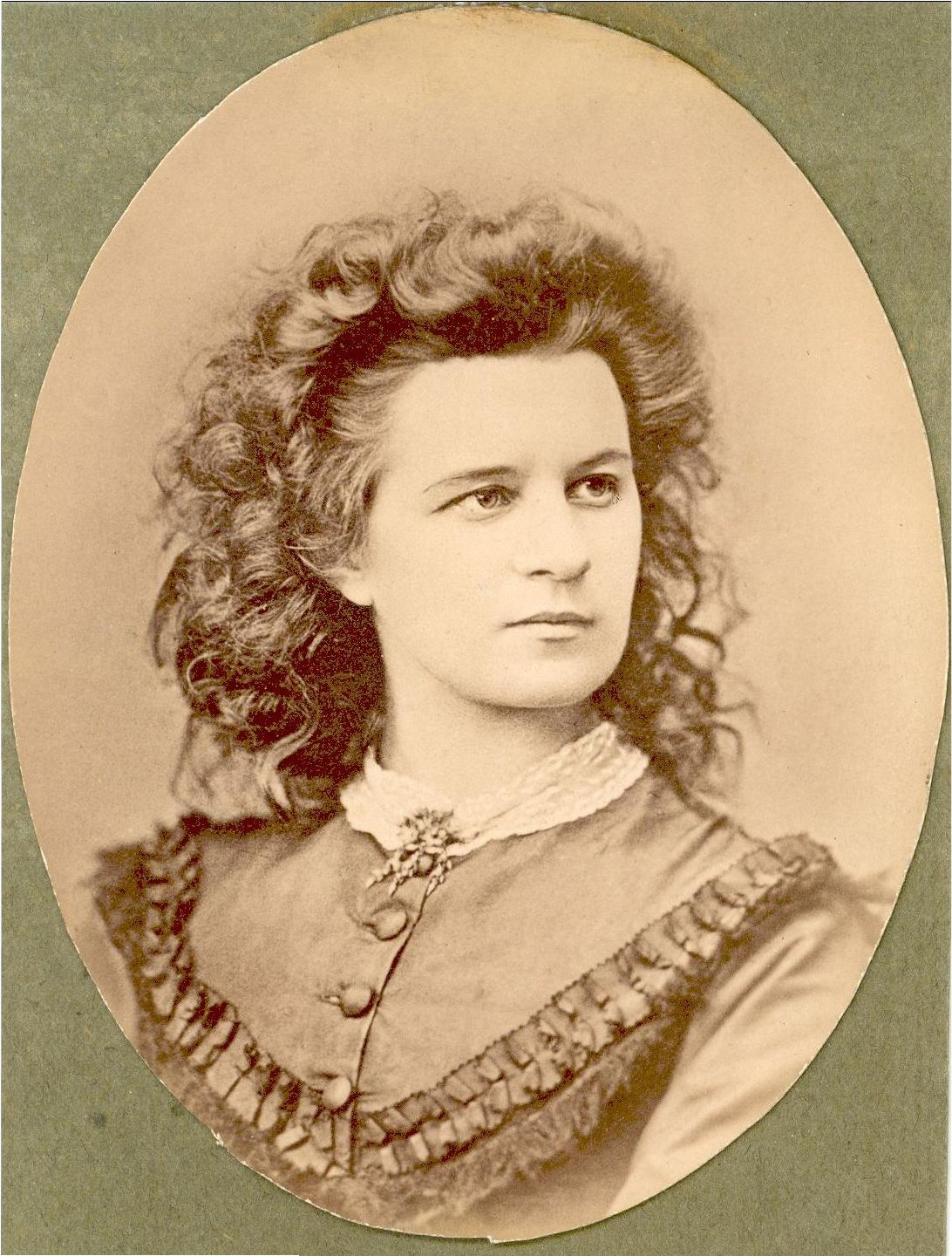
Lydia Koidula († 1886)

- 1886: Lydia Koidula, estnische Schriftstellerin
- 1888: Arend Berkholz, Bürgermeister von Riga
- 1889: Ferdinand Konrad Bellermann, deutscher Landschaftsmaler
- 1890: John Henry Newman, britischer katholischer Theologe und Kardinal, zuvor anglikanischer Pfarrer und Theologe
- 1892: Julius Arnoldt, deutscher Philologe
- 1892: Enrico Betti, italienischer Mathematiker und Ingenieur
- 1892: Ladislav Stroupežnický, tschechischer Dramaturg
- 1893: Heinrich Eduard Schmieder, deutscher Theologe, Ehrenbürger Wittenbergs
- 1899: Géraud-Marie Soubrier, französischer Geistlicher und römisch-katholischer Bischof von Oran

### 20. Jahrhundert

#### 1901–1950
- 1901: Francesco Crispi, italienischer Staatsmann
- 1903: Eugenio María de Hostos, puerto-ricanischer Schriftsteller und Pädagoge

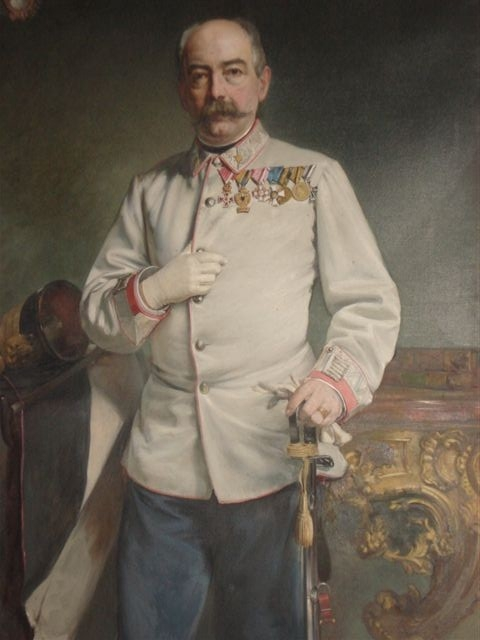
Heinrich von Attems-Petzenstein († 1904)

- 1904: Heinrich von Attems-Petzenstein, österreichischer Offizier und Pomologe
- 1904: Alexander Meyer-Cohn, deutscher Bankier und Autographensammler
- 1904: Friedrich Reinecke, deutscher Fotograf
- 1905: Wilhelm Oncken, deutscher Historiker
- 1906: Philipp von Arenberg, Prinz und Herzog von Arenberg
- 1907: Julius Busch, deutsch-baltischer Pastor und evangelischer Märtyrer
- 1907: Theobald Kerner, deutscher Arzt und Dichter
- 1908: Ainsworth Rand Spofford, US-amerikanischer Journalist und Verleger, Leiter der Library of Congress
- 1913: Brasílio Itiberê da Cunha, brasilianischer Komponist und Diplomat
- 1913: Henri Roehrich, Schweizer evangelischer Geistlicher und Hochschullehrer
- 1916: Ignaz Glaser, österreichischer Unternehmer

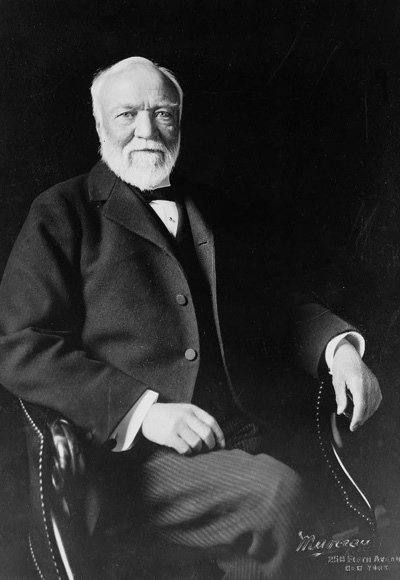
Andrew Carnegie († 1919)

- 1919: Andrew Carnegie, US-amerikanischer Industrieller
- 1919: Franz Nissl, deutscher Neurologe und Psychiater
- 1921: Henry Carter Adams, US-amerikanischer Finanz- und Wirtschaftswissenschaftler
- 1921: Emil Knoevenagel, deutscher Chemiker
- 1923: Francisco Joaquim Ferreira do Amaral, portugiesischer Militär und Politiker
- 1923: Alfred Angas Scott, englischer Ingenieur und Geschäftsmann
- 1924: Franz Schwechten, deutscher Architekt
- 1925: Friedrich Krause, deutscher Bauingenieur und Baubeamter
- 1925ː Elisabeth Lemke, deutsche Volkskundlerin
- 1927: Koizumi Chikashi, japanischer Lyriker
- 1927: Hermann Sökeland, deutscher Museumsdirektor
- 1930: Joseph Ephraim Casely Hayford, ghanaischer Politiker und Schriftsteller
- 1932: Maximilian Alexandrowitsch Woloschin, russischer Dichter und Landschaftsmaler
- 1936: Blas Infante, spanischer Politiker, Schriftsteller, Historiker und Musikwissenschaftler

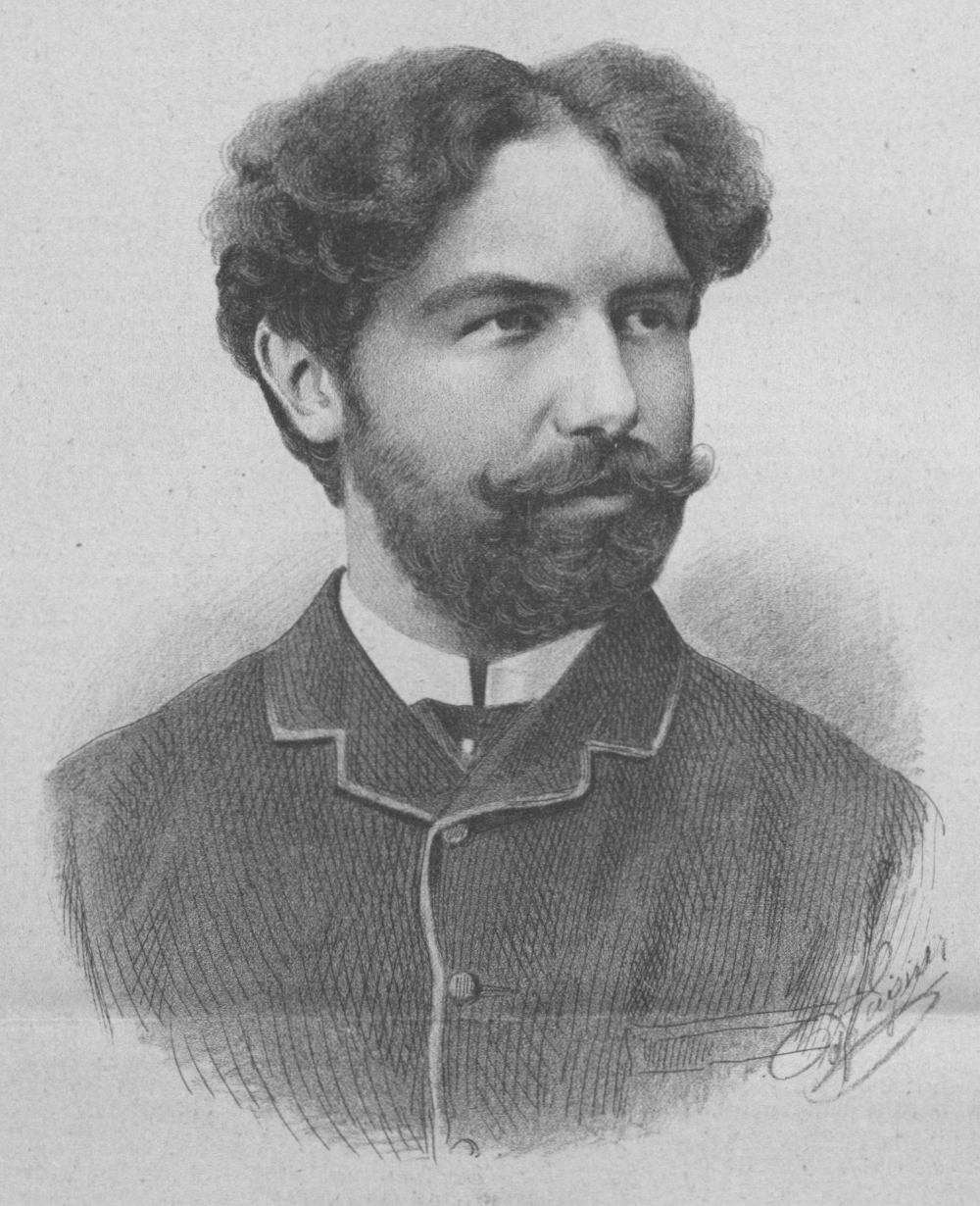
Stéphan Elmas († 1937)

- 1937: Stéphan Elmas, türkisch-armenischer Komponist und Pianist

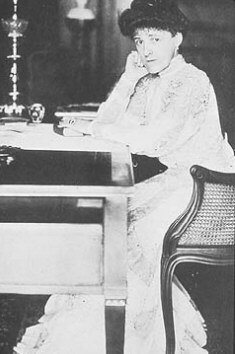
Edith Wharton († 1937)

- 1937: Edith Wharton, US-amerikanische Romanautorin
- 1938: Johannes Lange, deutscher Psychiater
- 1939: Hans Blau, Schweizer Beamter
- 1939: Jean Bugatti, französisch-italienischer Testfahrer, Automobildesigner und -fabrikant
- 1940: Richard Hanitsch, deutscher Museumskurator
- 1941: Herbert Adamski, deutscher Ruderer
- 1941: Antonín Hudeček, tschechischer Landschaftsmaler
- 1942: August Wilhelm Andernach, deutscher Fabrikant, Großgrundbesitzer und Alpinist
- 1942: Marie Rosenthal-Hatschek, österreichische Malerin und Opfer des Holocaust
- 1942: Richard Heinrich Stein, deutscher Komponist und Musikschriftsteller
- 1943: Anna Beuthke, deutsche Widerstandskämpferin gegen den und Opfer des Nationalsozialismus
- 1943: Ella Trebe, deutsche Widerstandskämpferin gegen den und Opfer des Nationalsozialismus
- 1944: Klara Stoffels, Zeugin Jehovas und Opfer der nationalsozialistischen Justiz
- 1944: Joop Westerweel, niederländischer Widerstandskämpfer
- 1945: Erwin Ding-Schuler, deutscher SS-Angehöriger und KZ-Arzt
- 1946: Walter Hamelehle, deutscher Motorradrennfahrer
- 1947: Albert J. Anthony, deutscher Internist und Hochschullehrer
- 1949: Maurice Tornay, Schweizer Augustinerchorherr und Märtyrer
- 1949: Karl Weigl, österreichisch-US-amerikanischer Komponist

#### 1951–1975
- 1951: Walter Hahm, deutscher General
- 1953: Ernst Molden, österreichischer Journalist und Historiker

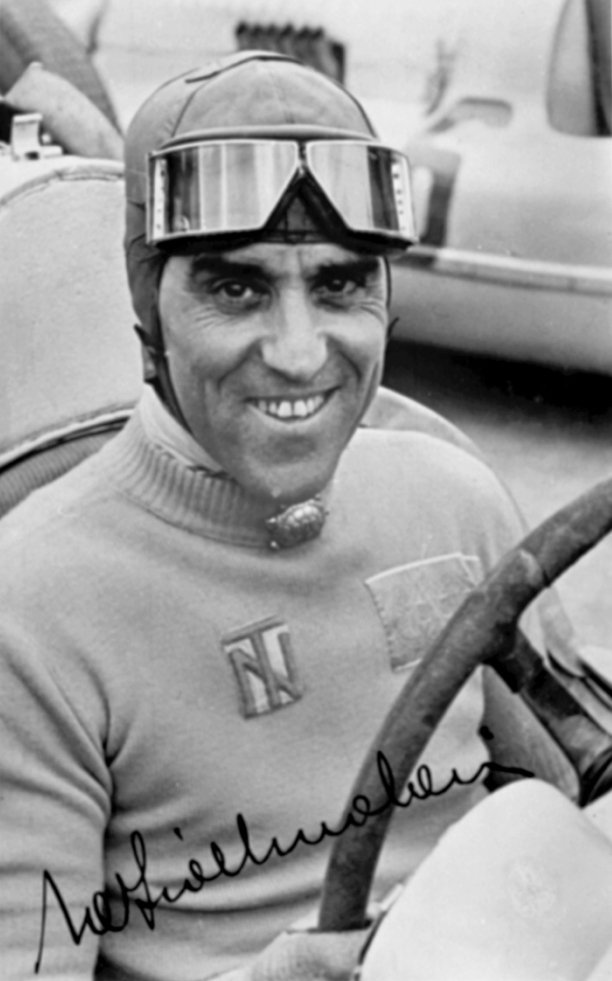
Tazio Nuvolari († 1953)

- 1953: Tazio Nuvolari, italienischer Motorrad- und Automobilrennfahrer
- 1953: Ludwig Strauss, deutscher Schriftsteller und Literaturwissenschaftler
- 1955: Paul Pagel, deutscher Politiker
- 1955: Robert Williams Wood, US-amerikanischer Experimentalphysiker
- 1956: Jackson Pollock, US-amerikanischer Maler
- 1956: Frieda von Richthofen, deutsche Schriftstellerin und Übersetzerin
- 1957: Rudolf Weigl, polnischer Biologe und Mediziner
- 1961: Géza von Bolváry, ungarischer Schauspieler und Drehbuchautor
- 1961: Hans Nawiasky, österreichischer Jurist und Staatsrechtler
- 1961: Johanna Senfter, deutsche Komponistin

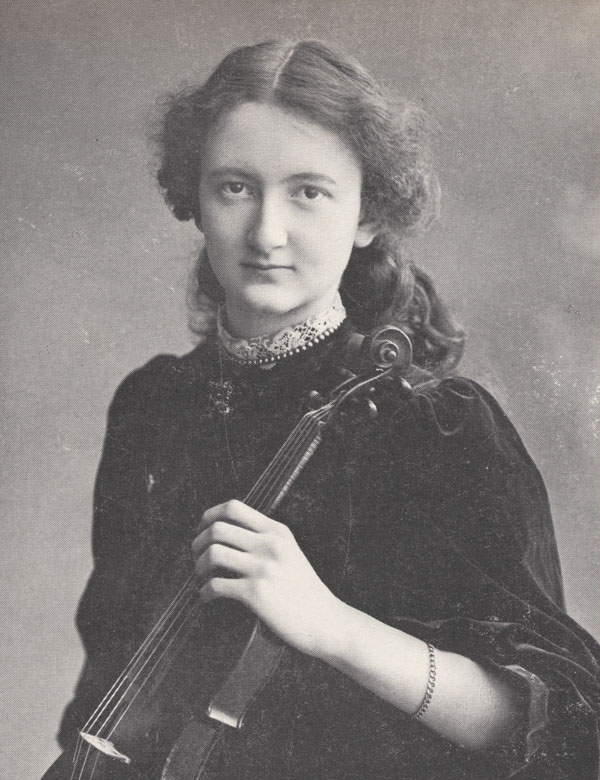
Kathleen Parlow († 1963)

- 1963: Kathleen Parlow, kanadische Geigerin und Musikpädagogin
- 1963: Otto Wahle, österreichischer Schwimmer
- 1964: Max Rabl, österreichischer Politiker
- 1965: Carlo Mense, deutscher Maler des Rheinischen Expressionismus und der Neuen Sachlichkeit
- 1966: Peg Leg Howell, US-amerikanischer Blues-Gitarrist, Sänger und Songschreiber
- 1966: Felix Hupka, österreichisch-niederländischer Pianist, Dirigent, Komponist und Musikpädagoge
- 1968: Günther Enderlein, deutscher Zoologe, Alternativmediziner und Pharmazeut
- 1968: Anton Hoppe, deutscher Politiker, MdL, MdB
- 1970: Georg Appell, deutscher Politiker
- 1970: Donald McCorkindale, südafrikanischer Boxer
- 1970: Otto Peltzer, deutscher Leichtathlet und Trainer
- 1971: Royal Rife, US-amerikanischer Erfinder
- 1972: Albrecht Aschoff, deutscher Politiker, MdB
- 1972: Max Theiler, US-amerikanischer Biologe
- 1973: Karl Ziegler, deutscher Chemiker, Nobelpreisträger
- 1974: Vicente Emilio Sojo, venezolanischer Komponist
- 1974: Jan Tschichold, deutscher Kalligraf, Typograf, Autor und Lehrer
- 1975: Anthony McAuliffe, US-amerikanischer General, Oberkommandeur der US-Streitkräfte Europa

#### 1976–2000
- 1977: Otto Andersson, schwedischer Fußballspieler
- 1978: Heinz Lanker, deutscher Schauspieler
- 1978: Alfred Scholz, stellvertretender Minister für Staatssicherheit der DDR

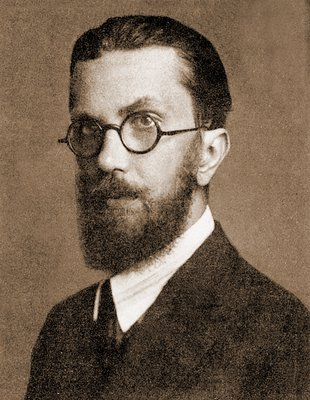
Georgi Wassiljewitsch Florowski († 1979)

- 1979: Georgi Wassiljewitsch Florowski, russischer orthodoxer Theologe
- 1979: Hans Richarts, deutscher Landwirt und Politiker, MdB
- 1980: Willi Forst, österreichischer Schauspieler, Drehbuchautor, Regisseur und Produzent

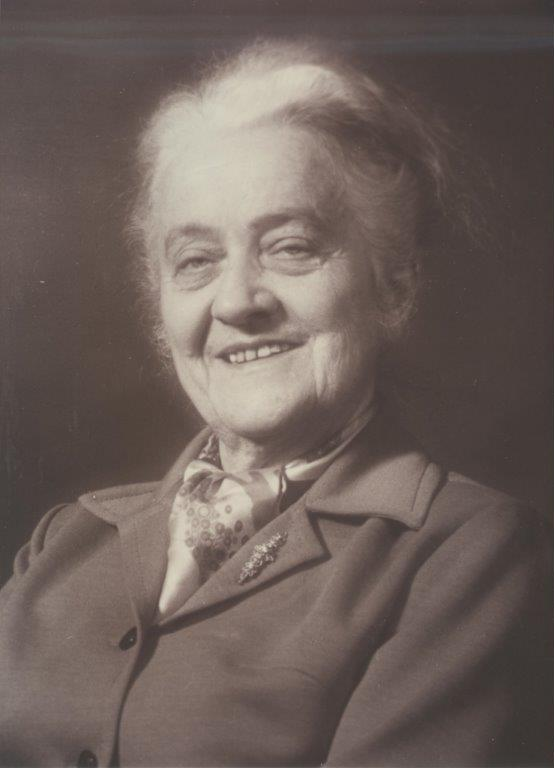
Marianne Pünder († 1980)

- 1980ː Marianne Pünder, deutsche promovierte Nationalökonomin und Staatsrechtlerin, im Widerstand gegen das Naziregime
- 1982: Tom Drake, US-amerikanischer Schauspieler
- 1983: Eberhard Achterberg, deutscher Religionswissenschaftler und Publizist
- 1984: Marcel Balsa, französischer Automobilrennfahrer
- 1984: Paul Felix Schmidt, deutschbaltischer Schachmeister
- 1985: Willem Johan van Blommestein, niederländischer Wasserbauingenieur
- 1985: János Drapál, ungarischer Motorradrennfahrer
- 1986: Franz Inselkammer, deutscher Unternehmer und Inhaber der Brauerei Aying
- 1986: Heinz Strehl, deutscher Fußballspieler
- 1986: Pierre Tabourin, französischer Automobilrennfahrer
- 1987: Zvonimir Bajsić, jugoslawischer Dramatiker, Regisseur und Übersetzer
- 1987: Alexander Ziegler, Schweizer Schauspieler, Publizist und Schriftsteller
- 1988: Alfred Kelbassa, deutscher Fußballspieler
- 1988: Pauline Lafont, französische Filmschauspielerin
- 1988: Jean-Pierre Ponnelle, französischer Regisseur, Bühnen- und Kostümbildner
- 1988: Anne Ramsey, US-amerikanische Schauspielerin
- 1991: J. D. McDuffie, US-amerikanischer Automobilrennfahrer
- 1991: Helmut Walcha, deutscher Organist und Cembalist
- 1993: Werner Aßmann, deutscher Handballspieler
- 1994: Peter Cushing, britischer Schauspieler
- 1994: Markus Trepp, Schweizer Schachspieler
- 1995: Karel Berman, tschechischer Opernsänger und Komponist
- 1995: Alonzo Church, US-amerikanischer Mathematiker
- 1996: Rafael Kubelík, Schweizer Dirigent und Komponist tschechischer Herkunft
- 1998: Caro Lamoureux, kanadische Sängerin
- 1999: Henk Chin A Sen, surinamischer Internist und Politiker, Staatspräsident
- 2000: Jean Papineau-Couture, kanadischer Komponist

### 21. Jahrhundert
- 2001: Wolfgang Imle, deutscher Politiker, MdB
- 2001: Rudolf Pressberger, österreichischer Astronom und Techniker

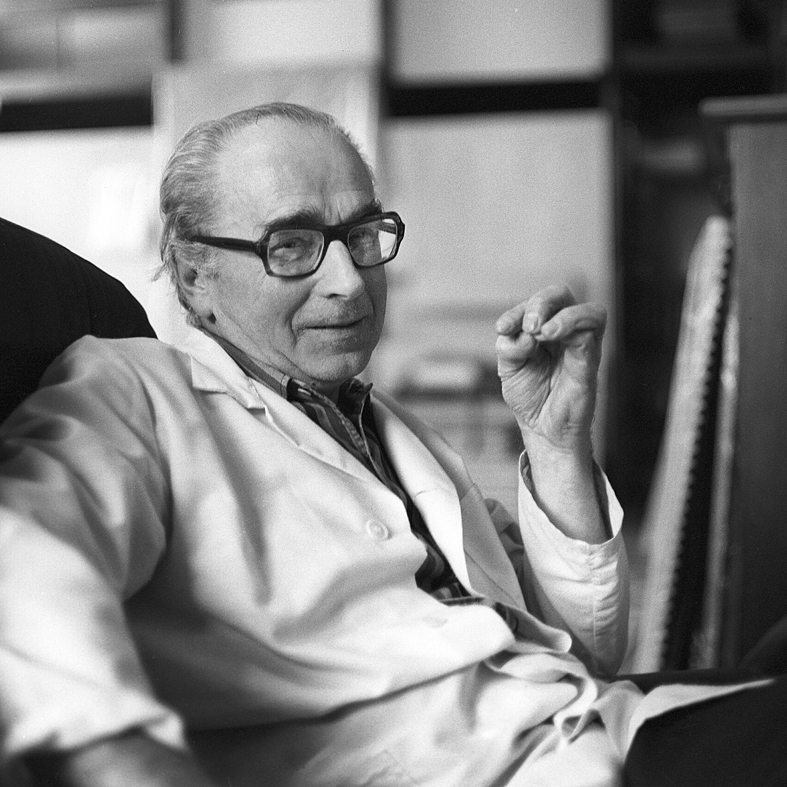
Jiří Kolář († 2002)

- 2002: Jiří Kolář, tschechischer Dichter und bildender Künstler
- 2003: Armand Borel, US-amerikanischer Mathematiker
- 2003: Diana Mitford, britische Brauereierbin und Faschistin
- 2004: Wolfgang J. Mommsen, deutscher Historiker
- 2005: Bernhard Hanssler, deutscher Priester, Studentenpfarrer, Bildungspolitiker und Mitgründer des Cusanuswerkes
- 2005: Manfred Korfmann, deutscher Archäologe
- 2006: Mike Douglas US-amerikanischer Sänger, Moderator und Schauspieler
- 2006: Mazisi Kunene, südafrikanischer Schriftsteller
- 2006: François Abou Mokh, syrischer Kurienbischof
- 2008: John S. Bull, US-amerikanischer Raumfahreranwärter
- 2008: Fred Sinowatz, österreichischer Politiker, Bundeskanzler
- 2009: Abdulmalik Achmedilow, russischer Journalist

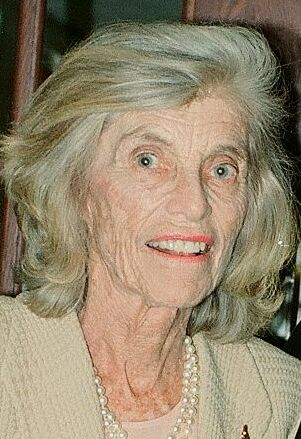
Eunice Kennedy Shriver († 2009)

- 2009: Eunice Shriver, US-amerikanische Aktivistin für behinderte Menschen
- 2010: Kurt Zapf, deutscher Fußballspieler
- 2011: Noach Flug, polnisch-israelischer Ökonom und Diplomat
- 2011: Ferdinand Ranft, deutscher Reiseschriftsteller
- 2011: Bob Zimny, US-amerikanischer American-Football-Spieler
- 2012: Von Freeman, US-amerikanischer Jazzmusiker
- 2012: Jürgen Herrmann, deutscher Politiker
- 2013: Susanne Düllmann, deutsche Schauspielerin
- 2013: Rolf Meyn, deutscher Maler und Grafiker
- 2014: Vladimir Beara, jugoslawischer Fußballspieler und -trainer
- 2014: Simon Leys, belgischer Schriftsteller

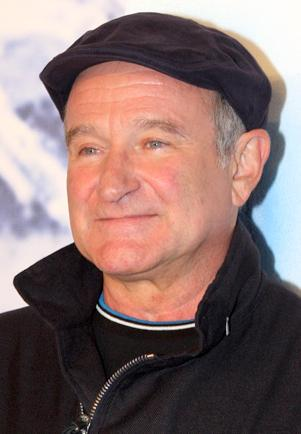
Robin Williams († 2014)

- 2014: Robin Williams, US-amerikanischer Schauspieler und Komiker
- 2015: Gerhard Jürgen Blum-Kwiatkowski, deutscher Künstler
- 2015: Harald Nielsen, dänischer Fußballspieler
- 2016: Francesco Sgalambro, italienischer Bischof
- 2016: Thomas Steinbeck, US-amerikanischer Schriftsteller
- 2017: Peter Bürger, deutscher Literaturwissenschaftler

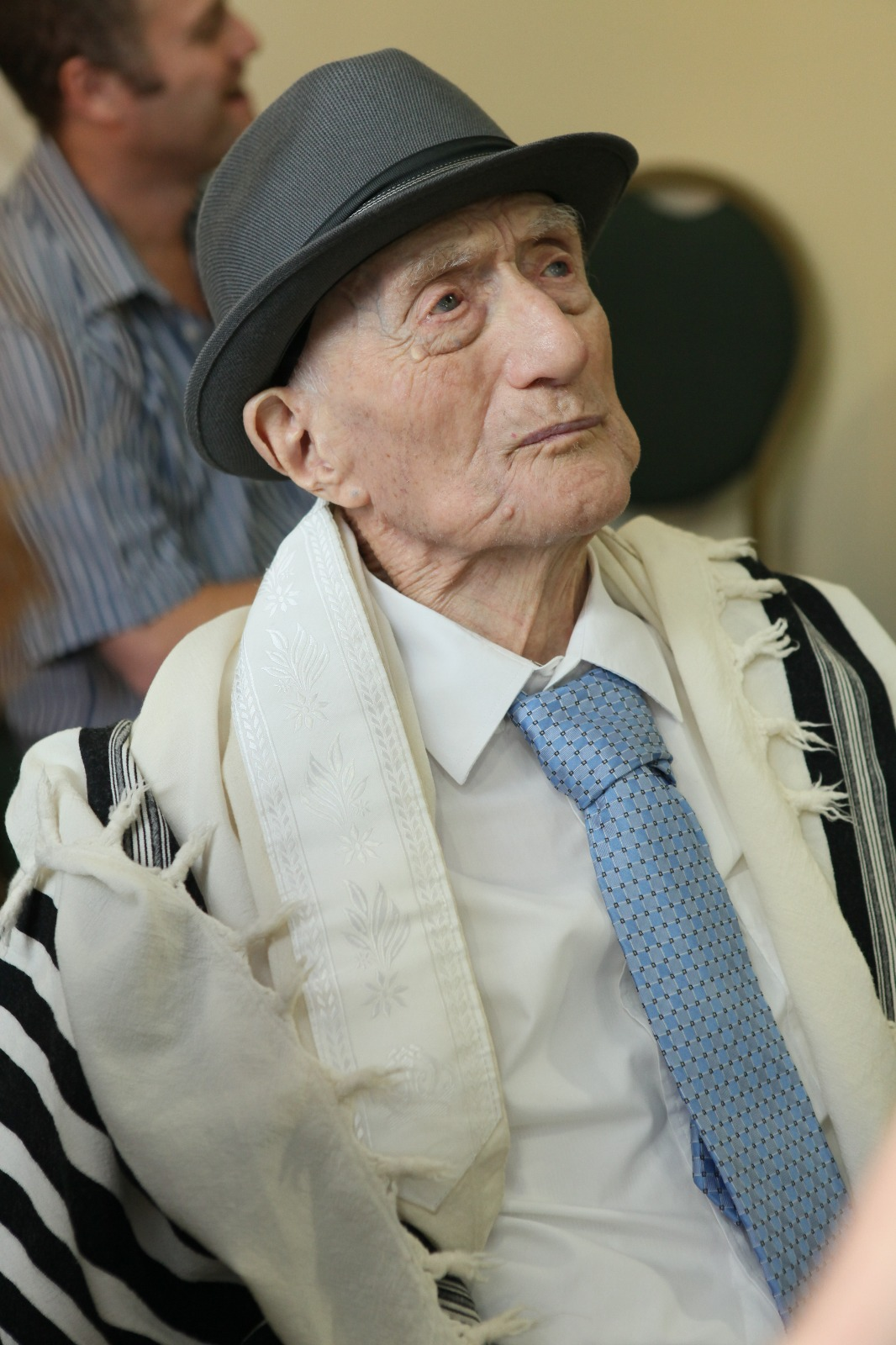
Israel Kristal († 2017)

- 2017: Israel Kristal, polnisch-israelischer Holocaust-Überlebender und Altersrekordler
- 2018ː Basilia Gürth, österreichische Äbtissin, Malerin und Glaskünstlerin
- 2018: Götz Fritsch, deutsch-österreichischer Theater- und Hörspielregisseur
- 2018: V. S. Naipaul, britischer Schriftsteller und Literaturnobelpreisträger
- 2019: Heidelore Böcker, deutsche Mittelalterhistorikerin
- 2019: Sergio Obeso Rivera, mexikanischer Kardinal
- 2020: Trini Lopez, US-amerikanischer Pop-Sänger
- 2020: Jo Pestum, deutscher Schriftsteller und Filmautor
- 2021: Peter Fleischmann, deutscher Filmregisseur und Autor
- 2021: Heidi Schelhowe, deutsche Medienpädagogin

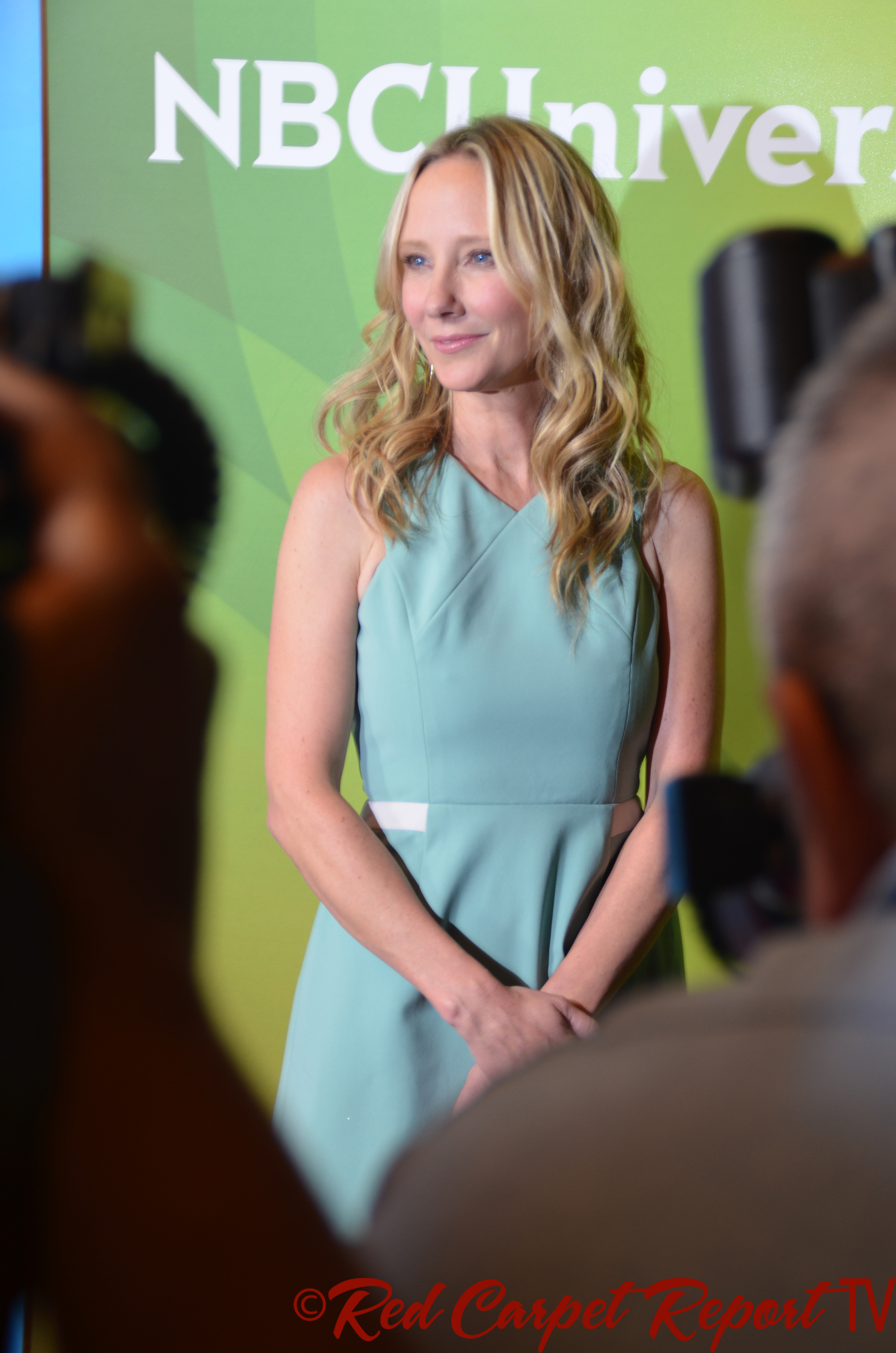
Anne Heche († 2022)

- 2022: Anne Heche, US-amerikanische Schauspielerin
- 2022: Hana Mazi Jamnik, slowenische Skilangläuferin
- 2022: Juri Mitew, bulgarischer Biathlet
- 2022: Jean-Jacques Sempé, französischer Zeichner und Karikaturist
- 2022: David Tomassoni, US-amerikanisch-italienischer Eishockeyspieler und Politiker
- 2023: Barbara Borchardt, deutsche Politikerin (MdL)
- 2023: Uta Emmer, deutsche Schauspielerin und Theaterleiterin
- 2023: Bruno Epple, deutscher Maler und Dichter
- 2023: Florence Malgoire, französische Violinistin und Dirigentin
- 2023: Judith McKenzie, US-amerikanische Geologin
- 2023: Heidemarie Uhl, österreichische Historikerin
- 2024ː Daniela Larreal, venezolanische Radrennfahrerin
- 2025ː Sheila Jordan, US-amerikanische Jazz-Sängerin
- 2025ː Nazima, indische Bollywood-Schauspielerin
- 2025ː Gabi Novak, kroatische Pop- und Schlagersängerin

## Feier- und Gedenktage
- Kirchliche Gedenktage
  - Hl. Klara von Assisi, Jungfrau, Ordensgründerin und Schutzpatronin (evangelisch, anglikanisch, römisch-katholisch)
- Namenstage
  - Claire, Donald, Klara, Susanne
- Staatliche Feier- und Gedenktage
  - Deutschland, Verfassungstag (Weimarer Republik), Nationalfeiertag der Weimarer Republik von 1921 bis 1932
  - Tschad, Unabhängigkeit von Frankreich (1960)

Weitere Einträge enthält die Liste von Gedenk- und Aktionstagen.